# Freiheitliche Partei Österreichs
Die Freiheitliche Partei Österreichs (FPÖ) ist eine rechtspopulistische, deutschnationale, EU-skeptische und rechtsextreme Partei in Österreich, die im Nationalrat, in allen neun Landtagen und vielen Gemeinderäten vertreten ist. Sie bezeichnet sich als Vertreterin des Dritten Lagers und sieht sich selbst im Erbe des „nationalliberalen Wertesystems der bürgerlich-demokratischen Revolution von 1848“. In vielen ihrer Aktionen ist laut der Gruppe „Netzwerk gegen Rassismus und Rechtsextremismus“ ein klares Verhältnis zum Rechtsextremismus zu erkennen (siehe: Liste rechtsextremer und neonazistischer Vorfälle in der FPÖ).
Als Koalitionspartner war sie bisher in fünf Bundesregierungen vertreten (1983–1986, 1986–1987, 2000–2003, 2003–2005, 2017–2019), stellte dabei aber nie den Kanzler. Zuletzt beendete im Zuge der Ibiza-Affäre der damalige Bundeskanzler Sebastian Kurz im Mai 2019 die Regierungskoalition.
Derzeit ist die FPÖ in fünf Landesregierungen vertreten, wobei sie in der Steiermark mit Mario Kunasek den Landeshauptmann stellt und in den übrigen vier Bundesländern (Nieder- und Oberösterreich, Salzburg und Vorarlberg) kleiner Koalitionspartner der ÖVP ist.

## Inhaltliches Profil
Das Parteiprogramm „Österreich zuerst“ wurde am 20. Juni 2011 in Graz vorgestellt. Nachdem Ende der 1990er-Jahre in den von Ewald Stadler verfassten Grundsätzen noch vom Bekenntnis zum „wehrhaften Christentum“ die Rede war, ist in der neuen Fassung, die von Vizeparteichef Norbert Hofer erstellt wurde, vom „Bekenntnis zu unserem Heimatland Österreich“ und dessen Zugehörigkeit zur „deutschen Sprach-, Volks- und Kulturgemeinschaft“ zu lesen. Die „historisch ansässige[n] Minderheiten“ der Burgenlandkroaten, Slowenen, Ungarn, Tschechen, Slowaken und Roma werden als „Bereicherung“ und „integrierter Bestandteil Österreichs und unseres Staatsvolkes“ betrachtet. Ferner bezeichnet sich die FPÖ als Verfechterin eines „Europa der freien Völker und Vaterländer“, der „historisch gewachsenen Völker und autochthonen Volksgruppen“ und lehnt deren „künstliche Gleichschaltung“ ab.

### Europapolitik
Die FPÖ sprach sich in den 1950er Jahren schon sehr früh für einen Beitritt Österreichs zu Vorläufern der heutigen Europäischen Union aus und stellte im November 1959 einen Antrag im Nationalrat, um geeignete Schritte für einen Beitritt in die Europäische Wirtschaftsgemeinschaft (EWG) zu setzen. Deshalb lehnte man auch einen Beitritt in die Europäische Freihandelsassoziation (EFTA) ab. Im Jahr 1964 nahm die FPÖ die Forderung nach einem EWG-Beitritt in das Parteiprogramm auf und am Bundesparteitag 1976 sprach man sich für eine österreichische Mitgliedschaft beim Nachfolger Europäische Gemeinschaft (EG) aus, obwohl man nicht viel dafür tat, es auf die politische Tagesordnung zu setzen. 1985 wurde der Beitritt in das Parteiprogramm aufgenommen. In der öffentlichen Debatte um einen Beitritt zur EU argumentierte die FPÖ mit den Vorteilen einer Binnenmarktintegration und stimmte im Jahr 1989 im Nationalrat für die Aufnahme von Beitrittsgesprächen.
Im Jahr 1991 leitete Jörg Haider mit kritischen Äußerungen über die EG einen Positionswechsel innerhalb der Partei ein, der bis 1994 einigermaßen abgeschlossen war und zur Abspaltung des liberalen Parteiflügels führte. Von da an sprach man sich gegen einen EG-Beitritt aus. Neben Kritik an Bürokratie und vermeintlichem „Zentralismus“ in der EG stellte Haider 1992 Forderungen an die Bundesregierung. Nur wenn diese erfüllt werden, könne er sich für einen Beitritt aussprechen. Neben Haider fiel auch der damalige Generalsekretär der FPÖ, Walter Meischberger, durch kritische Äußerungen auf, was innerhalb der Partei zu Gegenpositionen führte. Für Georg Mautner Markhof etwa war der Positionswechsel unverständlich und politisch unklug, weil die FPÖ treibende Kraft für einen EG-Beitritt gewesen sei. Die öffentlich ausgetragene Auseinandersetzung führte im August 1992 zu einem Beschluss des FPÖ-Parteivorstandes, dass man „derzeit“ einen EG-Beitritt ablehne. Gemäß Haider solle die Bundesregierung zuerst ihre „Hausaufgaben“ erledigen, bevor mit einer Zustimmung der FPÖ zu rechnen sei. Mit dem Beschluss war der innerparteiliche Streit um die Positionierung voll entbrannt und führte schließlich auch zur Parteispaltung und der Gründung des Liberalen Forums (LIF) im Februar 1993. Doch auch nach der Parteispaltung konnte der innerparteiliche Konflikt nicht gänzlich gelöst werden. Im Februar 1994 stimmten bis auf eine Ausnahme alle Abgeordneten der Wiener FPÖ einer „Wiener Europadeklaration“ von SPÖ/ÖVP im Wiener Landtag zu. Einzelne Spitzenfunktionäre sprachen sich im Vorfeld der Volksabstimmung in Österreich über den Beitritt zur Europäischen Union für einen Beitritt aus. Die Delegierten beim Sonderparteitag am 8. April 1994 beschlossen jedoch mit 85,5 Prozent, im Nationalrat gegen einen EU-Beitritt zu stimmen, aber für die Volksabstimmung keine Empfehlung abzugeben, weil die Bürger selbst zwischen den Argumenten der Regierung und jenen der Opposition entscheiden sollten. Damit wurde die Anti-EU-Beitrittslinie von Jörg Haider offizielle Parteilinie der FPÖ. Man positionierte sich als Beitrittsgegner, wobei man sich weniger an der wirtschaftsliberalen Orientierung der EU störte, sondern an vermeintlichen äußeren Bedrohungen wie grenzüberschreitender Kriminalität.
Die Freiheitlichen gelten heute als EU-skeptisch und treten für ein subsidiäres Europa ein. Sie sind grundsätzlich aber gegen einen Austritt Österreichs aus der EU. Falls die EU die Türkei als Mitglied aufnimmt oder die Union in Zukunft keine Reformen bzgl. mehr Eigenständigkeit der einzelnen Staaten anstrebt, soll eine Volksabstimmung über die Haltung Österreichs zur EU entscheiden. Man tritt für eine gemeinsame europäische Verteidigungs- und Sicherheitspolitik ein, die im Einklang mit der österreichischen Neutralität steht. Sie sind für Volksabstimmungen bei Vertragsänderungen und ein größeres Selbstbestimmungsrecht der einzelnen Mitgliedsstaaten. In diesem Zusammenhang wird eine „künstliche Gleichschaltung der vielfältigen europäischen Sprachen und Kulturen durch erzwungenen Multikulturalismus, Globalisierung und Massenzuwanderung“ abgelehnt. Auf europäischer Ebene befürwortet die Partei einen Partnerschaftsvertrag mit der Türkei und lehnt ihren Beitritt in die Europäische Union ab. Die FPÖ vertritt die Auffassung, dass die Türkei weder kulturell noch geographisch einen Teil Europas darstelle und nicht in der Lage sei, die Kopenhagener Kriterien zu erfüllen. Weiters spricht sich die Partei gegen den Beitritt zu militärischen Bündnissen wie der NATO aus. Bei Koalitionsverhandlungen mit der ÖVP setzte sich die FPÖ im Februar 2025 dafür ein, österreichische Amtsgebäude nicht mehr mit EU-Fahnen auszustatten. Auch sprach sich die FPÖ für die Beendigung des EU-Beitrittsprozesses mit der Türkei aus, auch entsprechende Gespräche mit im Krieg befindlichen Staaten, etwa der Ukraine, seien nicht zu führen.

### Innen- und Sicherheitspolitik
Die FPÖ sieht sich dem „Schutz der Heimat Österreich, unserer nationalen Identität und Eigenständigkeit“ verpflichtet. Traditionell herrscht der Grundsatz „Österreich ist kein Einwanderungsland“ vor. Gefordert werden die Umsetzung von Dublin III und ein Zuwanderungsstopp sowie die automatische Abschiebung kriminell gewordener Ausländer. Im Februar 2025 setzte sich die FPÖ in Koalitionsverhandlungen für die Legalisierung von Pushbacks an den EU-Außengrenzen sowie die Aufhebung des Bundes-Krisensicherheitsgesetzes ein.
Die FPÖ tritt für eine „umfassende Stärkung der direkten Demokratie“ in Form von Volksabstimmungen, ein Verbotsgesetz gegen den „politischen Islam“ bzw. ein „Hasspredigerregister“ sowie die verstärkte Videoüberwachung in Kriminalitäts-Hotspots ein. Das Asylrecht soll per Notgesetz ausgesetzt werden, der UN-Flüchtlingspakt aufgekündigt, die österreichische Grenze durch „technische Sperren“ gesichert werden – für die Überwindung der Grenzen soll ein eigener Straftatbestand geschaffen werden, die Wartefrist auf Erlangung der österreichischen Staatsbürgerschaft auf 30 Jahre ausgeweitet werden, für Asylberechtigte soll es keine Möglichkeit für eine Staatsbürgerschaft geben. Ein Bundestrojaner zur Bekämpfung potenzieller Terroristen und die Überwachung von Internetchats wird von der FPÖ abgelehnt. „Jegliche Formen“ des Extremismus seien zu bekämpfen, allerdings soll der Rechtsextremismusbericht des Dokumentationsarchivs des Österreichischen Widerstandes abgeschafft werden, da das DÖW „kein Amt und keine Behörde“ sei und es sich bei dessen Berichten um „politische Agitation einer privaten Organisation“ handle. Das Budget des österreichischen Bundesheeres soll bis 2034 auf mindestens zwei Prozent des Bruttoinlandsprodukts erhöht werden, auch das Einkommen von Grundwehrdienern soll erhöht werden. Zudem wurde eine Verlängerung des Grundwehrdienstes von sechs auf zehn, des Zivildienstes von neun auf 13 Monate gefordert, die früher bestehenden „Gewissenskommissionen“ sollen wieder eingeführt werden. Zudem sollen Zivildiener zu einer einmonatigen Übung beim Heer verpflichtet werden. Die FPÖ forderte außerdem einen Austritt aus der Partnerschaft für den Frieden und der Luftabwehrinitiative Sky Shield.

### Justiz
Die FPÖ forderte im Februar 2025, die Strafmündigkeit von 14 auf zwölf Jahre zu senken und den Strafgesetzbuchparagrafen zur Herabwürdigung religiöser Lehren zu streichen. Der Beschluss neuer Gesetze zur Strafverfolgung von Klimaaktivisten und Teilnehmern an illegalen Straßenrennen sowie die Beseitigung der Möglichkeit, anonyme Anzeigen zu erstattet, wird befürwortet, die Schaffung einer Bundesstaatsanwaltschaft, die unabhängig von politischer Beeinflussung wäre, wird von der FPÖ abgelehnt.

### Wirtschaftspolitik
Im Zuge der Koalitionsverhandlungen mit der ÖVP im Jänner 2025 sprach sich die FPÖ für eine Erhöhung der Bankenabgabe aus. Österreichische Banken schrieben im Jahr 2022 Gewinne in Höhe von zehn, 2023 von 14 Milliarden, im ersten Halbjahr 2024 von sieben Milliarden Euro. Im Zuge der Finanzkrise 2008 hatte der österreichische Staat die Banken mit Ausgaben in Höhe von zehn bis elf Milliarden Euro saniert. Somit sei die Bankenabgabe aus Sicht der FPÖ eine ausgleichende Gerechtigkeit gegenüber den Österreichern. Im Februar 2025 forderte die FPÖ, den Zuverdienst für Pensionisten ab 65 Jahren steuerlich zu verbessern, Lohnnebenkosten sollen gesenkt, die Möglichkeit zur bargeldlosen Zahlung in der Verfassung verankert werden.

### Familienpolitik
Als Familie wird die „Gemeinschaft von Mann und Frau mit gemeinsamen Kindern“ betrachtet. Sie wird als „natürliche Keimzelle“ einer „funktionierende[n] Gesellschaft“ angesehen. Die gleichgeschlechtliche Ehe und ein „eigenes Rechtsinstitut für gleichgeschlechtliche Beziehungen“ lehnt die FPÖ ab. Im Einklang mit dem Grundsatz „Österreich ist kein Einwanderungsland“ wird eine „geburtenorientierte Familienpolitik“ verfolgt. In Quotenregelung und Gender-Mainstreaming sieht die FPÖ die „Bevorzugung eines Geschlechts zur Beseitigung von tatsächlichen oder vermeintlichen Ungleichheiten“ und lehnt eine solche als „Unrecht an einzelnen Menschen“ ab. Im Februar 2025 wurde die Einführung einer Großelternkarenz und ein zweites kostenloses Kindergartenjahr bei mangelnden Sprachkenntnissen befürwortet. Bei Bezug von Sozialhilfe soll die Familienbeihilfe auf diese aufgerechnet, die Unterstützung ab dem zweiten Kind reduziert und eine Bezahlkarte eingeführt werden.

### Umwelt- und Industriepolitik
Für den damaligen Bundesparteiobmann der FPÖ, Heinz-Christian Strache, sei es nicht erwiesen, dass der Mensch am Klimawandel eine große Mitschuld trage. Es gebe wissenschaftliche Studien, die den menschlichen Einfluss darauf prozentuell so klein sehen, dass der Klimawandel nicht von Menschen abhänge. Vielmehr verwies er auf Studien, die besagten, dass es auch einen natürlichen Klimawandel gebe. Für den FPÖ-Landesparteiobmann von Oberösterreich, Manfred Haimbuchner, gehen die Klimaschutzauflagen in Österreich zu weit. Sie würden der oberösterreichischen Industrie schaden und zu einer „Entindustrialisierung“ führen. Auch der Wohnbau würde sich dadurch verteuern. Für Harald Vilimsky ist das Pariser Klimaschutzabkommen ein „Kniefall vor der Atomlobby“ gewesen. Die FPÖ lehnt die Nutzung der Kernkraft zur Energiegewinnung ab. 2019 kündigte der neue Obmann Norbert Hofer einen Richtungswechsel in der freiheitlichen Umweltpolitik an und bezeichnete den vom Menschen verursachten Klimawandel als große Herausforderung unserer Zeit. Eine CO2-Besteuerung wird von der FPÖ abgelehnt, im Februar 2025 versuchte die FPÖ deren Aufhebung bei Koalitionsverhandlungen mit der ÖVP zu verankern.

### Außen- und internationale Politik
Die FPÖ forderte im Februar 2025, die EU-Sanktionen gegen Russland „auf ihre Auswirkungen auf den österreichischen Wirtschaftsstandort“ zu prüfen und „bei nächstmöglicher Gelegenheit österreichspezifische Ausnahmen“ aus zu verhandeln. Supranationale Gerichtshöfe sollen „auf ihre ursprünglichen Kompetenzen“ beschränkt, ihre Entscheidungen in Österreich „so restriktiv wie möglich“ ausgelegt und „und zum spätestmöglichen Zeitpunkt“ umgesetzt werden. Zudem sollen Gerichtsentscheidungen, die andere Mitgliedsstaaten betreffen, nicht mehr automatisch in Österreich angewandt werden. Die FPÖ tritt für ein „Neutralitätsprinzip“ ein.

### Bildungspolitik
Die Bildungspolitik der FPÖ strebt ein System an, die traditionelle Werte, nationale Identität und die Förderung der deutschen Sprache betont. Die Partei setzt sich für verpflichtende Sprachtests vor Schuleintritt ein. Die Partei plant ebenfalls Deutsch als verbindliche Unterrichts- und Pausensprache festzulegen und dafür Sanktionen bei Verstößen einzuführen. Im Februar 2025 befürwortete die FPÖ Mitwirkungspflichten von Eltern von Schulkindern und Sanktionen bei Verletzungen dieser Pflichten sowie einen verpflichtenden Besuch einer Vorschule bzw. einer Sommerschule bei mangelnden Deutschkenntnissen von Kindern. Zudem soll die Möglichkeit auf Befreiung vom Mitgliedsbeitrag der Österreichischen Hochschülerschaft geschaffen werden.
Im Wahlprogramm 2024 plant die FPÖ die Einführung einer Meldestelle, bei der Schüler und Eltern politisch aktive Lehrer melden können. Dieses Vorhaben, das an frühere kontroverse Initiativen erinnert, zielt darauf ab, politische Neutralität im Unterricht sicherzustellen. Kritiker befürchten jedoch, dass eine solche Maßnahme ein Klima des Misstrauens schaffen und die Meinungsfreiheit der Lehrkräfte einschränken könnte.
Darüber hinaus positioniert sich die FPÖ gegen sogenannte „Woke-“ und „Genderdiktate“ im Bildungsbereich und fordert ein Verbot von „Dragqueen“-Auftritten in Kindergärten und Schulen. Diese Forderungen unterstreichen den Wunsch der Partei, „traditionelle“ Bildungsinhalte zu bewahren und von ihr unangemessen erachtete Einflüsse aus dem Bildungssystem fernzuhalten. Die FPÖ befürwortete im Februar 2025 ein Kopftuchverbot im öffentlichen Dienst und für unmündige Mädchen in Bildungseinrichtungen.

### Gesundheitspolitik
Im Februar 2025 forderte die FPÖ die Einführung eines „Schmerzensgeldes“ für die Maßnahmen im Zuge der Covid-19-Pandemie.

### Umgang mit Medien / Verbindungen zu rechtsextremen Medien
Aufgrund ihres restriktiven Umgangs mit Pressevertretern sorgte die FPÖ in der Vergangenheit wiederholt für Aufsehen. So wurde Journalisten, u. a. von Profil und ZDF, der Zugang zur Wahlfeier der FPÖ nach der EU-Wahl 2024 mit Verweis auf Platzmangel verweigert. Der Verein der Auslandspresse in Österreich interpretierte dies als Fortführung einer „totalen Gesprächsverweigerung mit der internationalen Presse“. Der Zeitschrift „Profil“ wurde auch der Zugang zu einer Pressekonferenz von Herbert Kickl nach dessen Beauftragung mit der Regierungsbildung im Jänner 2025 verwehrt – erneut mit Berufung auf Platzmangel. Ein Vertreter der rechtsextremen Website AUF1 konnte hingegen an der Pressekonferenz teilnehmen. Letzterer hatte Kickl nach der Nationalratswahl in Österreich 2024 auch sein erstes TV-Interview gegeben. Im Frühjahr 2024 lud die FPÖ „Identitäre“ und Vertreter rechtsextremer Medien ins EU-Parlament ein, bei dem Besuch kam es zu Störungen und verbalen Übergriffen durch Teilnehmer der Reisegruppe auf Medienvertreter. Laut einer Rede von Christian Hafenecker bei einer Veranstaltung der Alternative für Deutschland im Jahr 2020 stimmt sich die FPÖ regelmäßig mit Medien wie unzensuriert.at, Wochenblick, Freilich-Magazin, Zur Zeit und Info-direkt ab und trifft regelmäßig die Chefredakteure dieser Medien und Plattformen.
Im Jänner 2025 sorgte eine Äußerung des Wiener FPÖ-Parteiobmanns Dominik Nepp nach der Veröffentlichung von Gesprächen, die von französischen Journalisten bei einem FPÖ-Treffen in Wien-Simmering geheim dokumentiert worden waren, für Debatten: Nepp bezeichnete die Zeitung Der Standard, die die Aufnahmen veröffentlicht hatte, in einem X-Posting als „Scheißblatt“ und äußerte sich in Anspielung auf einen Slogan aus dem FPÖ-Wahlkampf 2024 in einer Weise, die von Medienvertretern als Androhung des Entzugs der Presseförderung interpretiert wurde: „5 gute Jahre, wenn es mit diesem ‚Scheißblatt‘ endlich vorbei ist“. In diesem Kontext äußerte FPÖ-Generalsekretär und -Mediensprecher Christian Hafenecker, man könne Medien in die „Privatautonomie“ übergeben und dann sehen, ob sie dann noch ein Geschäft machen. Zu befürchten sei allerdings, dass deutsche Medien den Medienmarkt übernehmen würden. In der FPÖ gebe es – im Hinblick auf die zu erwartende Regierungsbeteiligung der FPÖ – Überlegungen zu Änderungen bei der Presseförderung, es sei abzulehnen, „dass der Großteil der Medien sich auf die FPÖ stürzt“. Hafenecker deutete auch geplante Kürzungen bei öffentlichen Inseraten an. Der Salzburger Medienwissenschafter Josef Trappel stellte in diesem Kontext fest: „Unterwirft sich eine zukünftige Bundesregierung den medienpolitischen Vorstellungen der FPÖ, ist die Medienfreiheit bedroht wie nie zuvor in der Zweiten Republik.“ Allerdings sei es möglich, dass gesetzliche Richtlinien auf EU-Ebene, etwa das Medienfreiheitsgesetz, den Plänen der FPÖ, bei gesetzlicher Medienförderung und öffentlichen Inseraten zu kürzen, Probleme bereiten würden. Die FPÖ befürwortet „zur Stärkung der Beschuldigtenrechte“ Einschränkungen bei der öffentlichen Wiedergabe von direkten Zitaten aus Ermittlungsakten – eine Maßnahme, die vor allem Medien betreffen würde. Verpflichtende Moderation und Löschung von Userbeiträgen für Internetplattformen wird von der FPÖ abgelehnt. Zur Strukturreform im ORF wurde ein mehrköpfiger Vorstand statt einem Generaldirektor und die verstärkte Beschickung des Stiftungsrates durch den Nationalrat gefordert. Die Struktur der Presseförderung soll in eine „plattformunabhängige Medienförderung“ transformiert werden.

## Geschichte

### Vorgängerpartei VdU
Der Verband der Unabhängigen (VdU) war ein Zusammenschluss unterschiedlicher Interessengruppen: Neben vielen ehemaligen Nationalsozialisten, die 1945, bei der ersten Nationalratswahl nach dem Krieg, kein Wahlrecht besaßen, waren darin auch Anhänger der nicht mehr existenten Parteien Landbund und Großdeutsche Volkspartei vertreten, die ein „Drittes Lager“ neben den beiden großen Parteien der Sozialdemokraten (SPÖ) und der Christlich-Sozialen (ÖVP), anstrebten. Der VdU-Gründer und Bundesparteiobmann Herbert Alois Kraus war selbst um eine liberale Ausrichtung bemüht. Nach mehreren Wahlniederlagen kam es zu Konflikten über die Ausrichtung der Partei, die zu Abspaltungen führten. So gründete Fritz Stüber bereits 1953 die Freiheitliche Sammlung Österreichs, deren Wirkung jedoch über einen Wiener Anhängerzirkel nicht hinausging. Im Dezember 1954 trafen sich in der Bahnhofsrestauration Schwarzach-St. Veit die VdU-Obleute der fünf südlichen und westlichen Bundesländer und verabredeten eine grundlegende Neuorganisation der Partei. Als neue Führungsfigur sahen sie Anton Reinthaller vor.

### Anfänge der FPÖ
Am 19. März 1955 gründeten die ehemaligen Nationalsozialisten Anton Reinthaller, Emil van Tongel, Friedrich Peter und Fritz Butschek die Freiheitspartei (FP) als stärker deutschnational geprägte Alternative zum im Niedergang befindlichen VdU. Am 5. Juni 1955 trat der Kärntner VdU-Landesverband geschlossen zu dieser über und bildete die Freiheitspartei Kärntens. Zur oberösterreichischen Landtagswahl im Oktober 1955 traten FP und VdU nach längeren Verhandlungen mit einer gemeinsamen Liste unter der Bezeichnung Freiheitliche Wahlgemeinschaft (VdU–FP–Parteilose) an.

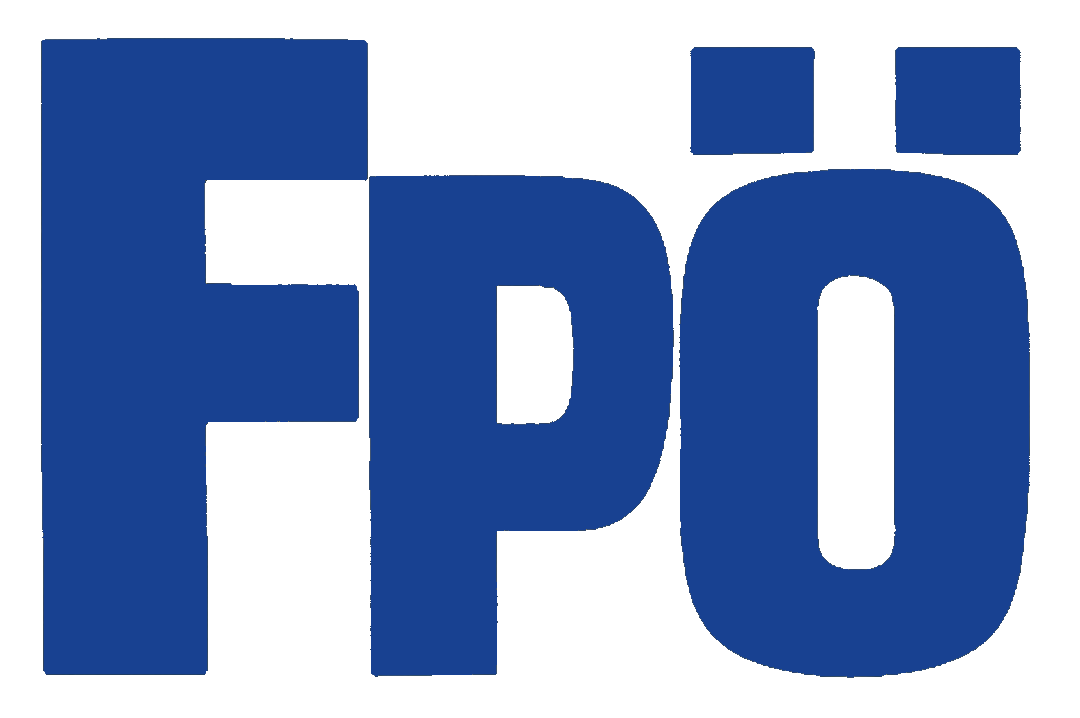
Ehemaliges FPÖ-Logo, verwendet in den 1960er bis in die frühen 1980er Jahren.

Die Freiheitliche Partei Österreichs wurde in einer konstituierenden Sitzung am 3. November 1955 gegründet. Die Kärntner Freiheitspartei fügte sich in diese Struktur und glich ihren Namen an, blieb jedoch eine eigenständige Körperschaft. Am 7. April 1956 fand der Gründungsparteitag in Wien-Josefstadt statt; dabei wurde als erster Parteiobmann Anton Reinthaller, ein ehemaliger SS-Brigadeführer, der von 1950 bis 1953 wegen nationalsozialistischer Betätigung als Schwerstbelasteter inhaftiert war, gewählt. Reinthaller, der der NSDAP schon vor dem „Anschluss“ Österreichs beigetreten war, 1938 die Funktion des NS-Landwirtschaftsministers im Anschlusskabinett Seyß-Inquart bekleidete und anschließend bis 1945 Reichstagsabgeordneter war, erklärte in seiner Antrittsrede: „Der nationale Gedanke bedeutet in seinem Wesen nichts anders als das Bekenntnis der Zugehörigkeit zum deutschen Volk.“ 1966 kam es in der Partei zu einem Konflikt, nachdem der damalige Parteiobmann Friedrich Peter eine Balance zwischen nationalen und liberalen Teilen der Partei herstellen wollte. Diese Bestrebung stieß auf Kritik von rechtsextremistischen, vor allem burschenschaftlichen Elementen in der Partei; in Folge kam es 1967 zur Abspaltung der Nationaldemokratischen Partei.
Die FPÖ erreichte lange Jahre nur etwa 6 % der Wählerstimmen, weniger als ihr Vorgänger VdU. Trotzdem wurde sie sowohl von der SPÖ als auch von der ÖVP als mögliches „Zünglein an der Waage“ hofiert. 1970 unterstützte die FPÖ, damals unter Führung von Friedrich Peter, einem ehemaligen Waffen-SS-Obersturmführer, vorübergehend eine SPÖ-Minderheitsregierung. Bei der Nationalratswahl 1971 erreichte die SPÖ die absolute Mehrheit. Als Gegenleistung für die vorhergehende Unterstützung forcierte die SPÖ ein neues Wahlrecht, das kleinere Parteien weniger stark benachteiligte.
1975 deckte Simon Wiesenthal Details über die SS-Mitgliedschaft von Peter auf, was zur Kreisky-Peter-Wiesenthal-Affäre führte. Peter war beim Infanterie-Regiment 10 der 1. SS-Infanteriebrigade. Peters Einheit tötete 1941 mindestens 17.000 Juden und rund 25.000 sowjetische Kriegsgefangene. Obwohl seine Einheit fast ausschließlich in solche Aktionen involviert war, bestritt Peter nach dem Krieg, dass er an diesen Vorgängen beteiligt war oder davon gewusst habe. Der Historiker Martin Cüppers hält es für ausgeschlossen, dass Peter nichts von den Ermordungen wusste, und für unwahrscheinlich, dass er nicht daran beteiligt war.
Unter Parteiobmann Alexander Götz wurde die FPÖ am 5. Oktober 1979 Mitglied der Liberalen Internationale.
Auf dem Parteitag 1980 setzte sich in einer Kampfabstimmung der liberale Flügel durch. Nach den Nationalratswahlen 1983 (schwächstes Ergebnis ihrer Geschichte: 5,0 %) konnte die FPÖ mit Norbert Steger als Vizekanzler in einer SPÖ-FPÖ-Koalition erstmals eine Regierungsbeteiligung erreichen. Steger bemühte sich um ein liberaleres Image der Partei und wollte neue Wählerschichten gewinnen.
In den folgenden Jahren blieb die FPÖ ihren pangermanischen, deutschnationalen Wurzeln verhaftet. Sowohl von Verteidigungsminister Friedhelm Frischenschlager als auch von Justizminister Harald Ofner sind diesbezügliche Aussagen belegt. Frischenschlager sorgte auch international für Irritation, als er 1985, zu diesem Zeitpunkt Verteidigungsminister der Republik, den NS-Kriegsverbrecher Walter Reder bei dessen Rückkehr nach Österreich per Handschlag begrüßte. Norbert Burger, ehemaliger Bundesvorsitzender des Rings Freiheitlicher Studenten, bis 1963 FPÖ-Mitglied und erster Obmann der von ihm 1967 mitgegründeten und 1988 wegen nationalsozialistischer Wiederbetätigung verbotenen österreichischen NDP, meinte einmal über Ofner: „Ofner ist ein Mann, der […] in gar nichts unserer Weltanschauung entgegensteht, und der das lebt und vertritt, was in unserem Parteiprogramm steht, nicht weil er ein heimliches NDP-Mitglied, sondern weil er ein echter Deutscher ist.“

Logo des Landesverbandes Wien aus den 90er-Jahren

### Profilierung unter Jörg Haider

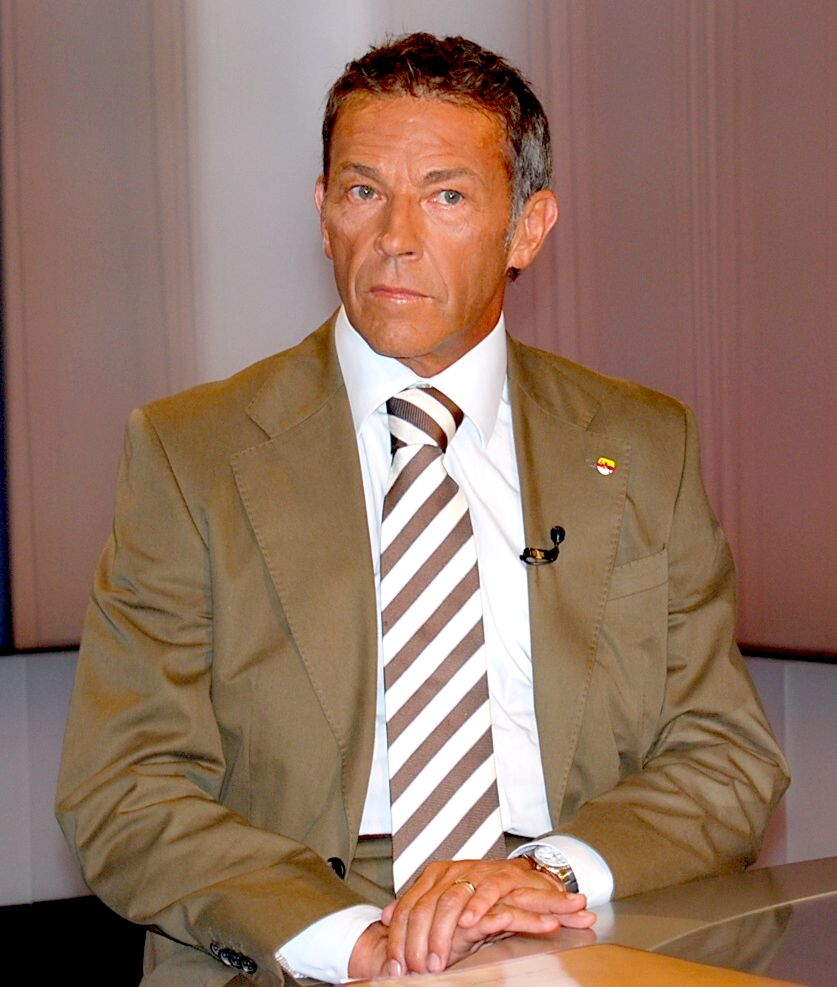
Jörg Haider, 1986 bis 2000 Parteivorsitzender der FPÖ

1986 übernahm Jörg Haider nach einer Kampfabstimmung auf dem Parteitag in Innsbruck die Führung der FPÖ. Die SPÖ unter Bundeskanzler Vranitzky beendete daraufhin die Koalition mit der FPÖ.
Hatte die FPÖ bis dahin ihre Hochburgen eher im akademischen Burschenschaftermilieu, wandte sie sich nun verstärkt an eine neue Klientel. Vor allem im traditionell sozialistisch wählenden Arbeitermilieu konnte die FPÖ neue Wähler gewinnen. Viele der Mittel und Parolen, die Haider zu seinem Erfolg verhalfen, waren innerhalb und außerhalb Österreichs harter Kritik ausgesetzt. Seine Vorliebe für das Instrument des Volksbegehrens, fremdenfeindliche und rassistische Parolen und vor allem Aussagen über das NS-Regime trugen ihm den Ruf eines Rechtspopulisten und Demagogen ein. Haiders 1991 getätigte Relativierung des nationalsozialistischen Regimes wird als ein Kernpunkt einer ideologischen Hinwendung zum Rechtsextremismus bewertet, in deren Verlauf zentrale Positionen in der Partei mit rechtsextremen bis neonazistischen Personen besetzt wurden. Haider profitierte dabei von der Skandalisierung der Kandidatur Kurt Waldheims als Bundespräsident durch österreichische und internationale Stimmen, die als illegitime Einmischung in die inneren Angelegenheiten Österreichs oder als verderblicher Einfluss einer „jüdischen Weltverschwörung“ wahrgenommen wurde.
Das Volksbegehren Österreich zuerst der FPÖ führte dann 1993 auch zur Spaltung der Partei. Fünf Abgeordnete um Heide Schmidt sagten sich nach einem Streit mit Jörg Haider von der Partei los und gründeten das Liberale Forum. Dieser Entwicklung vorausgegangen war ein Erstarken der deutschnationalen bis rechtsextremen Teile der Partei, die den liberalen Flügel marginalisierten. Das Liberale Forum war bis 1999 im Nationalrat vertreten. Mit dem Ausstieg des liberalen Flügels verließ die FPÖ 1993 die Liberale Internationale, nicht zuletzt, um einem drohenden Ausschluss zuvorzukommen. Ab 1994 setzte sich die FPÖ für ein als Dritte Republik bezeichnetes Konzept zum Staatsumbau ein.
Ab 1998 kam es mit der Rosenstingl-Affäre rund um den Nationalratsabgeordneten und Kassier des FPÖ-Parlamentsclubs Peter Rosenstingl zu einem Korruptionsskandal. Rosenstingl hatte sich in obskure und nicht gewinnbringende Investitionen verwickelt, zu deren Stützung er sich unter Ausnutzung seiner Position von Banken Kredite erschlich und später Mittel der Partei veruntreute. Innerhalb der FPÖ waren Hinweise auf das Treiben Rosenstingls lange Zeit ignoriert worden. Heinrich Haltmeyer, der damalige Vizelandesparteichef in Niederösterreich, teilte Haider und dem Parteigeneralsekretär Walter Meischberger seine Bedenken bezüglich Rosenstingl mit und wurde kurz darauf seiner Ämter enthoben. Ein als Jurist bei einer Bank tätiger Funktionär bekundete in einer Eidesstattlichen Erklärung, dass er bereits 1997 einen Hinweis auf Rosenstingls Malversationen gegeben hatte. Der damalige niederösterreichische Landesparteichef Gratzer entfernte den Hinweisgeber daraufhin aus seinen Funktionen. Haider selbst war zwei Monate vor der Flucht Rosenstingls von dessen Schulden informiert worden. Nach Bekanntwerden der Affäre zeigten sich die Parteiorgane unwissend, Haider ließ mitteilen, dass er sich in Asien aufhalte. Nach seiner angeblichen Rückkehr gab Haider an, nichts von den Vorgängen gewusst zu haben, und veranlasste unter anderem den Rücktritt von Gratzer.

### Aufstieg zur Regierungspartei
Trotz der Abspaltung des LIF erlebte die FPÖ als Oppositionspartei weiterhin einen enormen Aufschwung und wurde bei den Nationalratswahlen 1999 mit 26,9 % zweitstärkste Partei. 2000 übernahm eine Koalition aus ÖVP und FPÖ unter der Führung von Bundeskanzler Wolfgang Schüssel (ÖVP) die Regierung. Mit Susanne Riess-Passer stellte die FPÖ die Vizekanzlerin.
Die Regierungsbeteiligung der FPÖ rief heftige Kritik hervor, die innenpolitisch in den Donnerstagsdemonstrationen, außenpolitisch in den so genannten Sanktionen der übrigen 14 EU-Staaten gegen die österreichische Bundesregierung gipfelten.
Als ein Problem erweist sich die dünne Personaldecke der FPÖ. Zahlreiche Minister wie Elisabeth Sickl, Michael Krüger oder Michael Schmid mussten nach kurzer Zeit ausgetauscht werden. Wegen unüberbrückbarer Konflikte zwischen dem in der Regierung vertretenen moderateren Flügel und den Anhängern Jörg Haiders, der kein Regierungsamt innehatte, traten im Herbst 2002 zwei der FPÖ angehörende Regierungsmitglieder (Susanne Riess-Passer, Karl-Heinz Grasser) und Klubobmann Peter Westenthaler zurück. Dies führte schließlich zu vorgezogenen Neuwahlen (Siehe auch Knittelfelder FPÖ-Versammlung 2002).
Mit der YLine-Affäre verstrickte sich die FPÖ im Verlauf des Jahres 2002 in einen Wirtschaftsskandal.
Die Koalition verabschiedete zahlreiche Reformen wie eine Pensionsreform, eine Liberalisierung der Gewerbeordnung oder die Ausweitung des Kindergeldes. Wirtschaftspolitisch lag die Federführung bei der ÖVP. Die gemeinsame Agenda umfasste u. a. die forcierte Privatisierung, einen Abbau des Sozialstaates und die Schwächung der sozialpartnerschaftlichen Institutionen.

### Politischer Absturz und Kabinett Schüssel II
Bei den Nationalratswahlen im November 2002 erreichte die FPÖ nur mehr 10 % Stimmenanteil und 18 Nationalratsmandate (1999: 52). Sie blieb als drittstärkste Partei nur knapp vor den Grünen. Gewinner dieser Wahl war der Koalitionspartner ÖVP, der nunmehr 42,3 % der Wählerstimmen auf sich vereinen konnte. Die FPÖ unter der Führung von Herbert Haupt ging wieder eine Koalition mit der ÖVP ein, musste aber sowohl in personeller als auch in sachlicher Hinsicht sehr große Zugeständnisse machen.
Besonders im Laufe der zweiten Legislaturperiode wurde der FPÖ oft vorgeworfen, von ihren ursprünglich vertretenen Zielen unter Druck der ÖVP abzuweichen. Innerhalb der Partei kam es vor allem nach (bis auf die Landtagswahlen in Kärnten) desaströsen Wahlergebnissen zu einem Richtungsstreit. Ende Oktober 2003 musste Herbert Haupt als Vizekanzler abtreten und wurde durch Hubert Gorbach ersetzt (Haupt blieb aber Sozialminister und nomineller Parteichef).
Bei den Wahlen zum Europaparlament 2004 musste die FPÖ die bis dahin größten Stimmenverluste in der Zweiten Republik bei bundesweiten Wahlen hinnehmen. Sie stürzte von 23,4 % (1999) auf nur mehr 6,3 % ab. Damit stellte sie nur noch einen einzigen Mandatar, Andreas Mölzer, der in einem Vorzugsstimmenwahlkampf den Spitzenkandidaten Hans Kronberger verdrängt hatte. Eine beim Verfassungsgerichtshof eingebrachte Klage von Hans Kronberger, der den Parlamentssitz anstelle von Andreas Mölzer übernehmen wollte, war aus formalen Gründen erfolglos (ob sie ohne Formverstöße Erfolg gehabt hätte, ist strittig, wird jedoch von Verfassungsjuristen überwiegend verneint). Mölzer gilt als Vertreter des deutschnationalen Flügels der Partei. Nach der EU-Wahl musste Herbert Haupt auch als Parteichef abtreten. Auf einem Sonderparteitag am 3. Juli 2004 wurde Ursula Haubner mit 79 Prozent zur neuen FP-Obfrau gewählt. Sie erhielt damit die geringste Zustimmung aller FP-Obleute seit der Kampfkandidatur ihres Bruders Jörg Haider gegen Norbert Steger 1986.
Im Rahmen ihrer Beteiligung am Kabinett Schüssel II verwickelte sich die FPÖ in eine Serie von Wirtschaftsskandalen, unter anderem die BUWOG-Affäre, die Tetron-Affäre, die Eurofighter-Affäre und die Telekom-Affäre.

### Spaltung
Am 4. April 2005 gab die bisherige Spitze der FPÖ, darunter die bisherige Bundesparteiobfrau Ursula Haubner, Vizekanzler Hubert Gorbach, Parlamentsklubobmann Herbert Scheibner und der Kärntner Landeshauptmann Jörg Haider, ihren Übertritt in eine neugegründete Partei namens Bündnis Zukunft Österreich (BZÖ) bekannt. Die weitere Zukunft der FPÖ schien damit ungewiss. Interimistisch wurden die Geschäfte der FPÖ vom Wiener Klubobmann Hilmar Kabas als an Jahren ältestem Mitglied des Bundesparteivorstandes geführt.

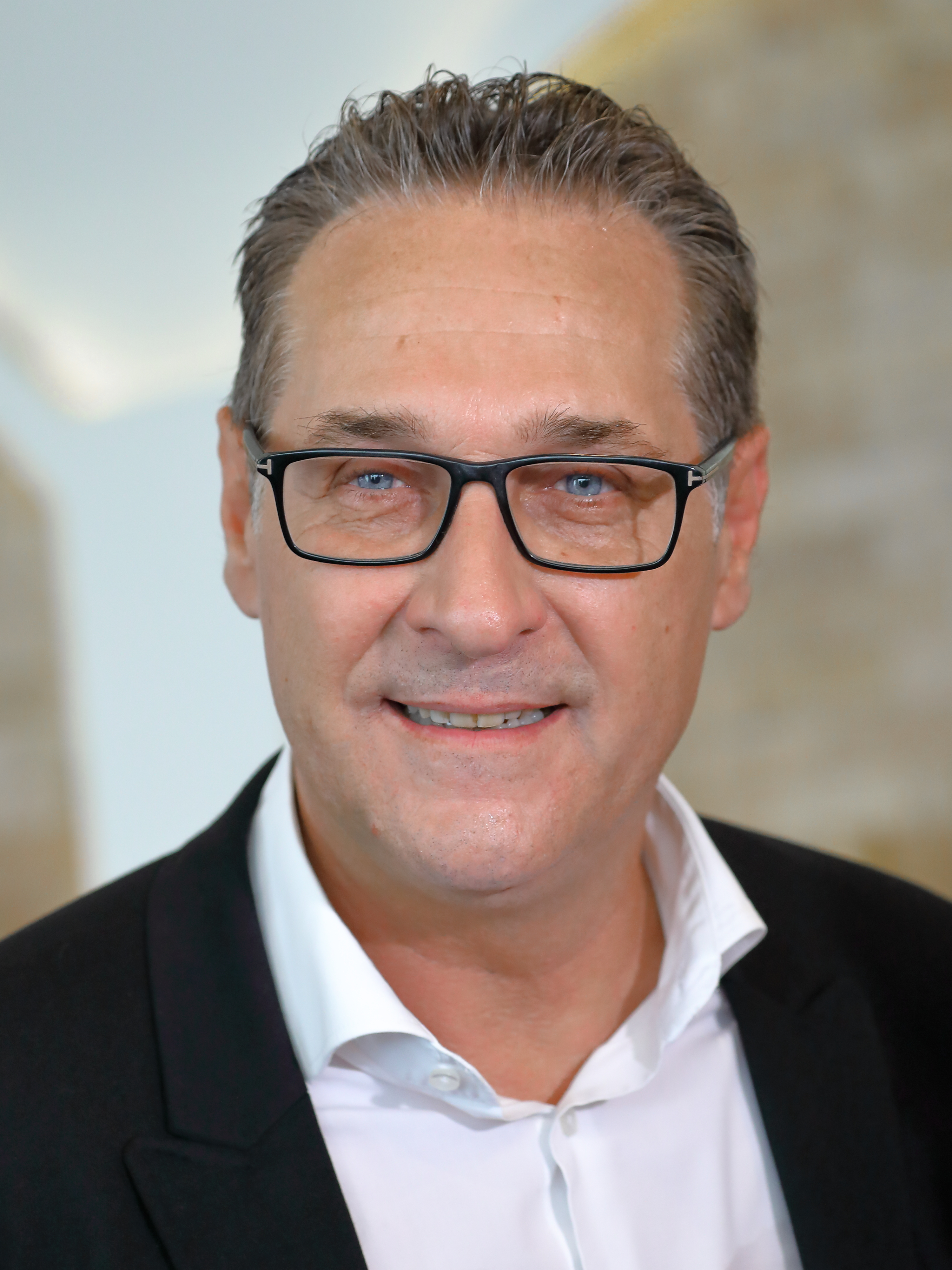
Heinz-Christian Strache, Bundesparteiobmann 2005–2019

Am 23. April 2005 wurde Heinz-Christian Strache zum neuen Parteiobmann gewählt. Er erhielt 90,1 Prozent der Stimmen auf dem Parteitag in Salzburg. Der neue Obmann erlangte vor allem durch seine auffälligen und von Kritikern der FPÖ als fremdenfeindlich eingestuften Wahlkampagnen Bekanntheit, die sich in Plakatierungen wie „Wien darf nicht Istanbul werden“ oder „Deutsch statt nix versteh’n“ ausdrückten. Neben Strache zeichnete auch Generalsekretär Herbert Kickl für die jüngsten FPÖ-Wahlkämpfe verantwortlich.
Die meisten Landesverbände verblieben in der FPÖ. Lediglich die Kärntner FPÖ Jörg Haiders wurde als Die Freiheitlichen in Kärnten beinahe vollständig Teil des BZÖ. Die FPÖ in Oberösterreich unter Landesobmann Steinkellner beschloss anfangs ihre Eigenständigkeit als Freiheitliche Partei Oberösterreichs (FPOÖ), nach dem Rücktritt Steinkellners im September 2005 liefen allerdings Wiedereingliederungs-Verhandlungen mit der Bundes-FPÖ, die im Februar 2006 erfolgreich abgeschlossen wurden. Auch die FPÖ in Vorarlberg hatte sich sowohl von der FPÖ als auch vom BZÖ unabhängig erklärt, sich aber ebenfalls im Frühjahr 2006 wieder mit der Bundes-FPÖ zusammengeschlossen. In Salzburg, Niederösterreich und dem Burgenland verblieb die gesamte FPÖ-Landesspitze in der Partei. In Wien und der Steiermark hatten sich die FPÖ-Landtagsklubs kurz nach der BZÖ-Gründung gespalten. In Tirol waren die beiden Landtagsabgeordneten zunächst zum BZÖ übergetreten, gründeten später jedoch einen von FPÖ und BZÖ gleichermaßen unabhängigen Landtagsklub der Freien.
Bei den steirischen Landtagswahlen am 2. Oktober 2005, den ersten Wahlen seit der Parteispaltung, verfehlte die FPÖ den Wiedereinzug in den Landtag knapp. Die Steiermark war damit das einzige Bundesland, in dem weder FPÖ noch BZÖ im Landtag vertreten waren. Die Landtagswahl im Burgenland am 9. Oktober 2005 brachte für die FPÖ eine Halbierung der Stimmen, sie blieb jedoch mit 2 (bisher 4) Mandataren im Landtag. Das BZÖ trat im Burgenland nicht an.
Bei der Wiener Gemeinderatswahl am 23. Oktober 2005 erhielt die FPÖ mit Spitzenkandidat Strache 14,9 % der Wählerstimmen (deutlich mehr als in allen Wahlprognosen erwartet), das BZÖ hingegen verfehlte mit 1,2 % der Wählerstimmen deutlich den Einzug in den Landtag.
Vom 6. bis zum 13. März 2006 – also während der österreichischen EU-Ratspräsidentschaft – fand ein von der FPÖ initiiertes Volksbegehren zu Themen der EU unter dem Titel Österreich bleib frei! statt. Es wurde von den Medien überwiegend als „Anti-EU-Volksbegehren“ charakterisiert. Das Ziel steckte man sich mit 100.001 Stimmen vergleichsweise niedrig (bei mehr als 100.000 Stimmen muss das Volksbegehren im Nationalrat behandelt werden). Mit 258.277 Unterstützern oder 4,28 % der Eintragungsberechtigten übertraf man dieses Ziel zwar, landete aber auf Rang 21 der bisher 32 Volksbegehren, also in ca. derselben Stärke wie frühere von der FPÖ initiierte Volksbegehren, wie etwa 1987: Anti-Privilegien-Volksbegehren gegen die Höhe der Politikerbezüge – 250.697 / 4,57 %, 1997: Schilling-Volksbegehren gegen die Einführung des Euro – 253.949 / 4,43 %, 1997: jedoch z. B. deutlich vor dem 1989 initiierten Volksbegehren zur Sicherung der Rundfunkfreiheit in Österreich, welches nur 109.197 / 1,95 % erreichte. Von den bisherigen FPÖ-initiierten Volksbegehren war nur Österreich zuerst (1993: gegen den EU-Beitritt, auch als „Anti-Ausländer-Volksbegehren“ apostrophiert) mit 416.531 / 7,35 % deutlich erfolgreicher.
Ab dem 9. März 2006 war die FPÖ nur noch mit zwei Abgeordneten im Nationalrat vertreten: Barbara Rosenkranz und Reinhard Eugen Bösch. Helene Partik-Pablé, Max Hofmann und Detlev Neudeck verließen auf Grund von Querelen bezüglich der Förderung der Freiheitlichen Akademie (Bildungswerkstatt der FPÖ) die Partei. Durch Beschluss der Bundesregierung sollte die FPÖ die gesetzlich vorgesehenen Förderungen für die Freiheitliche Akademie nicht erhalten, da nach ihrer Ansicht die vorgesehene Grenze von fünf dem Nationalrat angehörenden Abgeordneten nicht mehr erreicht war. Es war jedoch strittig, ob sich diese Bestimmung auf die Größe einer Fraktion bei Konstituierung des Nationalrates bezieht oder jährlich neu zu prüfen ist.

### Wiedererstarken in der Opposition
Bei der Nationalratswahl 2006 am 1. Oktober erreichte die FPÖ unter der Führung Straches einen Stimmenanteil von 11 %; dies entspricht einem Mandatsstand von 21 Abgeordneten. Das BZÖ unter der Führung Peter Westenthalers erreichte einen Stimmenanteil von 4,1 % bzw. 7 Mandate.
Bei den vorgezogenen Nationalratswahlen 2008 konnte die FPÖ ihren Stimmenanteil auf 17,5 % erhöhen.
Am 16. Dezember 2009 wurde von Uwe Scheuch und Heinz-Christian Strache in Wien bekannt gegeben, dass sich die Führung der Kärntner Landesgruppe mehrheitlich aus dem BZÖ herauslöst und in Zukunft unter der Bezeichnung „Die Freiheitlichen in Kärnten (FPK)“ als selbstständige Partei in einer Kooperation mit der FPÖ bestehen werde, da sie den neoliberalen Kurs von BZÖ-Obmann Josef Bucher nicht mehr mittragen könne. Diese Kooperation wurde von Strache, Scheuch und dem neuen geschäftsführenden Kärntner FPÖ-Landesparteiobmann Christian Leyroutz am 22. Juni 2010 verkündet, nachdem am Vortag der bisherige Obmann der Kärntner Landes-FPÖ Harald Jannach als FPÖ-Landesparteivorstand zurückgetreten war, da er in dieser Kooperation „das Ende der Eigenständigkeit der FPÖ-Kärnten“ sah.
Ziel dieser Kooperation war es, das „freiheitliche Lager“ wieder zu vereinen und auf allen Ebenen zusammenzuarbeiten, wobei die FPK ihre Eigenständigkeit auf Landes- und Gemeindeebene behält.
Bei der Wiener Landtags- und Gemeinderatswahl 2010 erhielt die FPÖ 25,77 % der abgegebenen Stimmen und wurde somit zur zweitstärksten Partei. Spitzenkandidat war wieder Heinz-Christian Strache.
Nach dem Vorbild anderer Rechtsaußenparteien begann die FPÖ, sich als anti-islamische Partei zu positionieren. In den Wahlkämpfen der letzten Jahre waren die Islamkritik und die Warnung vor einer von ihr befürchteten „Islamisierung“ Österreichs (nach eigenen Aussagen die Bekämpfung des „islamischen Extremismus“) ein wichtiges Thema. Nach den Anschlägen in Oslo und auf Utøya 2011 kam die FPÖ medial unter Druck, da einige ihrer Mitglieder wie Elisabeth Sabaditsch-Wolff, Susanne Winter und Werner Königshofer im Internet islamfeindliche Texte veröffentlichten oder rechtsextremen Facebook-Gruppen angehörten. Nachdem der Nationalratsabgeordnete Königshofer auf seiner Seite den Terroranschlag Breiviks mit der Abtreibung von Kindern verglichen hatte, wurde er aus der Partei ausgeschlossen.
Bei der Landtagswahl in Kärnten 2013 erlitt die FPK mit minus 28,74 Prozentpunkten den stärksten Stimmenverlust einer Partei in der Geschichte der Zweiten Republik. Das Wahlergebnis führte zu einem Machtkampf zwischen FPÖ und FPK. Die Bundes-FPÖ forderte von den FPK-Abgeordneten Dörfler, Dobernig und Anton den Verzicht auf ihre Landtagsmandate. Die drei Abgeordneten lehnten dies ab, wodurch es zu einer Spaltung der FPK kam, die in Folge kurzzeitig ihren Klubstatus im Landtag verlor.
Am 28. Juni 2013 vereinigte sich die FPK mit der FPÖ.
Andreas Mölzer, neben Harald Vilimsky Spitzenkandidat der FPÖ zur Europawahl 2014, verglich die Europäische Union während einer Podiumsdiskussion mit dem Dritten Reich und sprach in diesem Zusammenhang auch von einem „Negerkonglomerat“. Aufgrund dieser und anderer Aussagen trat Mölzer schließlich am 8. April als Spitzenkandidat zurück, alleiniger Spitzenkandidat wurde Vilimsky. Die FPÖ erreichte bei der Wahl am 25. Mai 2014 19,7 Prozent (+7,0) der Stimmen und konnte damit ihre Zahl der Mandate auf vier verdoppeln.
Bei der Landtagswahl in der Steiermark am 31. Mai 2015 konnte die FPÖ ihren Stimmenanteil mehr als verdoppeln und dadurch zu SPÖ und ÖVP fast aufschließen. Am selben Tag wurde auch die Landtagswahl im Burgenland abgehalten, bei der die FPÖ 15 Prozent erreichte. Nach der Wahl einigten sich SPÖ und FPÖ auf die Bildung einer, in der SPÖ sehr umstrittenen, rot-blauen Koalition unter Landeshauptmann Hans Niessl. Dessen Stellvertreter wurde der Obmann der burgenländischen FPÖ Johann Tschürtz. Innerhalb der Landesregierung stellt die FPÖ zwei von insgesamt sieben Landesräten.
Im Juni 2015 kam es nach einem Konflikt zwischen Strache und Karl Schnell in Salzburg zu einer Parteispaltung. Der von Schnell geführten Abspaltung Freie Partei Salzburg, die zunächst unter dem Namen Die Freiheitlichen in Salzburg auftrat, schlossen sich vier der fünf FPÖ-Abgeordneten im Salzburger Landtag sowie zwei Nationalratsabgeordnete und ein Bundesrats-Mitglied an.
Bei der Landtagswahl in Oberösterreich 2015 verdoppelte die FPÖ ihren Stimmenanteil und erreichte über 30 Prozent. Nach der Wahl einigten sich ÖVP und FPÖ auf ein Arbeitsübereinkommen im Rahmen der nach dem Proporzsystem besetzten oberösterreichischen Landesregierung, FPÖ-Landesparteiobmann Manfred Haimbuchner wurde Landeshauptmann-Stellvertreter. Ein ähnlich hohes Ergebnis wie in Oberösterreich erreichten die Freiheitlichen zwei Wochen später bei der Landtags- und Gemeinderatswahl in Wien, mit 34 von insgesamt 100 Abgeordneten hat die FPÖ Anspruch, einen der zwei Vizebürgermeister zu stellen, diesen Posten übernahm Johann Gudenus.
Bei der Bundespräsidentenwahl in Österreich 2016 fielen im ersten Wahlgang 35 Prozent der Stimmen auf den FPÖ-Kandidaten Norbert Hofer. Die FPÖ erreichte somit erstmals bei einer bundesweiten Wahl Platz eins bzw. die relative Mehrheit. In der Stichwahl unterlag Norbert Hofer mit 49,7 Prozent jedoch dem von den Grünen unterstützten Kandidaten Alexander Van der Bellen, der 50,3 Prozent erhielt. Die Stichwahl wurde aber nach einer von der FPÖ eingebrachten Anfechtung vom Verfassungsgerichtshof aufgrund von Gesetzesverstößen bei der Auszählung der Briefwahlstimmen und möglicher Wählerbeeinflussung durch vorzeitig veröffentlichte Teilergebnisse aufgehoben und wurde am 4. Dezember 2016 wiederholt. Auch bei dieser Wahlwiederholung unterlag Hofer seinem Gegenkandidaten Van der Bellen, die Niederlage fiel jedoch deutlicher aus als bei der Stichwahl im Mai. Da nach dem Amtsende Heinz Fischers zunächst kein neuer Bundespräsident angelobt werden konnte, übte das Kollegium der drei Nationalratspräsidenten, dem der freiheitliche Kandidat Norbert Hofer angehörte, bis zur Angelobung Van der Bellens am 26. Jänner 2017 interimistisch dessen Amtsgeschäfte aus.

### Wahl 2017 und erneute Regierungsbeteiligung
Bei der vorgezogenen Nationalratswahl 2017 erreichte die FPÖ mit 26,0 % und 51 Mandaten das zweitbeste Ergebnis der Parteigeschichte, blieb jedoch auf dem dritten Platz hinter der erstarkten ÖVP unter Sebastian Kurz und der stagnierenden SPÖ unter Christian Kern. Eine Regierungsbeteiligung der Freiheitlichen wurde bereits im Vorfeld der Wahl für wahrscheinlich gehalten.
Kurz nach der Wahl nahm die ÖVP Koalitionsverhandlungen mit der FPÖ auf, am 18. Dezember 2017 wurde die Bundesregierung Kurz I vom Bundespräsidenten ernannt und angelobt. Die FPÖ erhielt sechs von vierzehn Ministerien, darunter Inneres, Äußeres und Landesverteidigung. Vizekanzler wurde Heinz-Christian Strache.
Bei den folgenden vier Landtagswahlen im Frühjahr 2018 konnte die FPÖ durchwegs an Stimmen zulegen. In Niederösterreich gelang die Rückkehr in die nach dem Proporzsystem besetzte Landesregierung, Landesrat wurde Gottfried Waldhäusl. Der Wahlkampf war zuvor von der Affäre um das Liedbuch der Germania zu Wiener Neustadt rund um Spitzenkandidat Udo Landbauer überschattet worden. In Salzburg fielen die Zugewinne vergleichsweise niedrig aus, wohl auch aufgrund des Antretens der Freien Partei Salzburg, die mit 4,5 % am Einzug in den Landtag knapp scheiterte.

### Seit der Ibiza-Affäre 2019
Nach der Veröffentlichung eines Videos, welches Heinz-Christian Strache und Johann Gudenus im Sommer 2017 beim Verhandeln über die fragwürdige Vergabe von Staatsaufträgen und das Umgehen des Parteienfinanzierungsgesetzes sowie bereit zur Korruption zeigt, traten die beiden von ihren Regierungs- bzw. Parteiämtern zurück. In der Folge erklärte Bundeskanzler Sebastian Kurz die Koalition mit der FPÖ für beendet und kündigte Neuwahlen an. Bei der Europawahl im Mai 2019 musste die Partei erstmals nach der längeren Phase von Wahlerfolgen wieder Verluste hinnehmen, was sich auch bei den – teils vorgezogenen – Landtagswahlen in Vorarlberg und der Steiermark im Herbst 2019 wiederholte, bei denen die jeweiligen Landesparteien über neun Prozent verloren.
Nachdem die FPÖ bei der Nationalratswahl Ende September 2019 mit einem Stimmenanteil von 16,17 Prozent fast zehn Prozentpunkte eingebüßt hatte und Vorwürfe gegen Strache wegen Zahlungen, die er von der Partei erhalten hatte (10.000 Euro monatlich sowie 2500 Euro Mietzuschuss pro Monat), und wegen des Verdachts auf falsche Abrechnung von Spesen laut geworden waren, beendete Strache am 1. Oktober seine politische Karriere und ließ seine Parteimitgliedschaft ruhen – was laut Parteistatuten nicht möglich ist. In einer Sitzung des Parteivorstands wurde Strache am selben Tag suspendiert. Nach weiteren parteiintern umstrittenen Äußerungen Straches auf Facebook bzw. bei öffentlichen Auftritten wurde er am 13. Dezember 2019 aus der Partei ausgeschlossen.
Am 12. Dezember 2019 traten die drei Wiener Gemeinderats- und Landtagsabgeordneten Karl Baron, Dietrich Kops und Klaus Handler aus der FPÖ aus und gründeten die Partei Die Allianz für Österreich (DAÖ) sowie einen eigenen Landtagsklub.
Im Jänner 2020 wurde der Rückzug von Harald Vilimsky und Christian Hafenecker als Generalsekretäre der FPÖ bekannt, zum Nachfolger wurde am 30. Jänner 2020 Michael Schnedlitz gewählt. Bei der Landtagswahl im Burgenland im selben Monat verlor die Landespartei mehr als fünf Prozent, bei der Landtags- und Gemeinderatswahl in Wien am 11. Oktober stürzte die FPÖ gar um mehr als 23 Prozentpunkte ab.
Während der COVID-19-Pandemie traten zahlreiche Spitzenvertreter der FPÖ als Gegner der von der Regierung verordneten Schutzmaßnahmen auf. So nahmen mehrere FPÖ-Abgeordnete zum Nationalrat an Demonstrationen teil und auf ihrer Website bewarb die Partei Kundgebungen mit einem sogenannten „Demokalender“. Auch stimmte der FPÖ-Parlamentsklub als einzige Fraktion geschlossen gegen die COVID-19-Impfpflicht.
Ab dem 1. Juni 2021 war die Obmannschaft der Partei, nach dem Rücktritt von Norbert Hofer, vakant. Die Amtsgeschäfte führte interimistisch Harald Stefan. Am 7. Juni 2021 wurde Herbert Kickl als Obmann designiert und am 19. Juni 2021 bei einem außerordentlichen Parteitag mit 88,24 Prozent der Stimmen gewählt. Neuer Stellvertreter wurde Udo Landbauer. Bei der Landtagswahl in Oberösterreich am 26. September 2021 verlor die Partei erneut, diesmal mehr als zehn Prozent.
Bei der Landtagswahl in Tirol am 25. September 2022 gewann die FPÖ erstmals seit mehr als vier Jahren wieder dazu und stieg auf den zweiten Platz im Bundesland, was ihr ebenfalls bei der Landtagswahl in Kärnten am 5. März 2023 gelang. Ebenso erreichte die Partei bei den Landtagswahlen in Niederösterreich am 29. Jänner 2023, wo sie über neun Prozent zulegte, sowie in Salzburg am 23. April 2023, mit einem Plus von fast sieben Prozent, jeweils den zweiten Platz und dazu ihr historisch bestes Ergebnis. Als Gründe für den wiedergekehrten Aufwärtstrend der FPÖ, seit November 2022 bundesweit in den Umfragen auf dem ersten Platz, werden vor allem die ÖVP-Korruptionsaffäre, hohe Inflation und Preisanstiege im Zuge der Russland-Sanktionen wegen des Ukraine-Krieges sowie eine neuerlich aufgeflammte Diskussion über Asyl und Migration im Land angesehen. Im Jänner 2023 wurde Christian Hafenecker neben Michael Schnedlitz Generalsekretär.
Im Zuge von Hausdurchsuchungen bei Funktionären der Grazer FPÖ wurden tausende digitale Schriftstücke mit antisemitischem und offensichtlich nationalsozialistischem Hintergrund, kinderpornografisches Material gefunden. Ermittelt wird nach Paragraph 3g Verbotsgesetz 1947 und Paragraph 207a StGB. Die Hausdurchsuchungen wurden von der Staatsanwaltschaft Klagenfurt im Zuge der FPÖ-Finanzaffäre durchgeführt, ermittelt wird hierbei wegen des Verdachts auf Veruntreuung. Für alle Beteiligten gilt die Unschuldsvermutung. Aber im Frühjahr 2024 kämpfte die FPÖ auch noch mit anderen Skandalen.

### Wahlkampf und Wahlsiege 2024
Bei der Wahl zum Europäischen Parlament in Österreich 2024 erreichte die FPÖ unter Harald Vilimsky als Spitzenkandidat mit rund 25,4 % der Wählerstimmen den ersten Platz. Damit wurde die FPÖ zum ersten Mal in ihrer Geschichte bei einer bundesweiten Parteiwahl stimmenstärkste Kraft.
Bei der Nationalratswahl am 29. September erreichte die Partei mit knapp über 1,4 Millionen Stimmen rund 29 Prozent, womit sie in mehrfacher Hinsicht ein für sie historisches Ergebnis erreichte: das bis dahin beste Ergebnis von 26,91 Prozent bei der Nationalratswahl 1999 wurde übertroffen, zudem erreichte die FPÖ erstmals bei einer Nationalratswahl den 1. Platz und lag überdies zum ersten Mal bei einer Nationalratswahl vor der SPÖ.
Der Slogan „Euer Wille geschehe“ im Wahlkampf der FPÖ sorgte aufgrund der deutlich erkennbaren Anleihe beim Vaterunser für Kritik und Empörung. Neben dem Generalsekretär der Österreichischen Bischofskonferenz, Peter Schipka („Wer so etwas tut, dem muss bewusst sein, dass er mit etwas spielt, das Menschen heilig ist, und damit diesen Menschen nicht die Wertschätzung entgegenbringt, die sie verdienen.“) und dem Abt Pius Maurer vom Stift Lilienfeld (Den zentralen Satz „Dein Wille geschehe“ aus dem Vaterunser leicht verändert für politische Wahlwerbung zu nützen, sei „geschmacklos“) wurde die Wiener Theologin Regina Polak am deutlichsten: „Das verächtliche Spiel mit religiösen Assoziationen steht ausschließlich im Dienst der schamlosen Durchsetzung von Machtinteressen.“ Auch der Sprecher des Bündnisses „Demokratie und Respekt“, Stephan Schulmeister kritisierte den Plakatslogan „Euer Wille geschehe“ als Anspielung auf das Vaterunser und zitierte eine Erklärung der Deutschen Bischofskonferenz, wonach völkischer Nationalismus und Christentum unvereinbar seien. Auf die Kritik antwortet Herbert Kickl in der Kronen Zeitung: „Dein Wille geschehe“ beziehe sich auf das Verhältnis zu „unserem christlichen Gott“ und das Vaterunser-Gebet habe für ihn als Christ große Bedeutung. „Unser zutiefst demokratisches Bekenntnis als einen Missbrauch von etwas völlig anderem auszulegen, ist daher unpassend“.
Bei den Landtagswahlen in Vorarlberg und der Steiermark konnte die FPÖ ebenfalls massiv zulegen; sie konnte sich bei beiden Wahlen verdoppeln und erreichte in beiden Bundesländern ihr historisch bestes Ergebnis. In der Steiermark wurde sie mit rund 35 Prozent stärkste Kraft und gewann zum ersten Mal eine Landtagswahl außerhalb von Kärnten und wurde zum ersten Mal nach der Landtagswahl in Kärnten 2004 bzw. der Landtagswahl in Kärnten 2009, bei der damals die FPÖ-Abspaltung BZÖ 44,9 % erreicht hat, nach 15 Jahren wieder stärkste Kraft bei einer Landtagswahl.
Nach dem Scheitern der Koalitionsverhandlungen zwischen ÖVP, SPÖ und NEOS erteilte Bundespräsident Alexander Van der Bellen Herbert Kickl am 6. Jänner 2025 den Auftrag, eine Bundesregierung zu bilden. Am 12. Februar legte Kickl den Regierungsbildungsauftrag zurück, nachdem die Verhandlungen gescheitert waren.

## Innere Struktur

### Parteiobleute
Derzeit amtierende Landesparteiobleute, Stand Mai 2023:
- Burgenland: Alexander Petschnig
- Kärnten: Erwin Angerer
- Niederösterreich: Udo Landbauer
- Oberösterreich: Manfred Haimbuchner
- Salzburg: Marlene Svazek
- Steiermark: Mario Kunasek
- Tirol: Markus Abwerzger
- Vorarlberg: Christof Bitschi
- Wien: Dominik Nepp

### Freiheitlicher Parlamentsklub
Der Parlamentsklub der FPÖ bringt die Abgeordneten aus Nationalrat, Bundesrat und Europäischem Parlament zusammen. Klubdirektor ist Norbert Nemeth. Klubobmann war ab 2017 Walter Rosenkranz, geschäftsführender Klubobmann war bis zum 18. Mai 2019 Johann Gudenus, welcher nach der Ibiza-Affäre seine politischen Funktionen zurücklegte und von der Partei austrat. Es gibt fünf Stellvertreter bzw. Bereichssprecher. Am 27. Mai 2019 wurde Norbert Hofer zum Klubobmann und Herbert Kickl zum geschäftsführenden Klubobmann gewählt.

### Parteinahe Organisationen
Die FPÖ verfügt über eine Reihe von Vorfeldorganisationen, die großteils über eine Bundesorganisation verfügen, nicht jedoch zwingend über eine flächendeckende Präsenz in allen Bundesländern. Eine Mitgliedschaft in einer dieser Organisationen schließt nicht zwingend eine Parteimitgliedschaft ein.
- Abenteuer Familie (in Oberösterreich aktiv)
- Aktionsgemeinschaft Unabhängiger und Freiheitlicher (AUF)
- Atterseekreis (Volksbildungseinrichtung)
- Christlich-freiheitliche Plattform für ein freies Europa souveräner Völker (CFP)[125]
- FPÖ-Bildungsinstitut
- Freiheitliche Bauernschaft
- Freiheitliche Arbeitnehmer (FA)
- Freiheitlicher Familienverband (FFV)
- Freiheitlicher Österreichischer Lehrerverband (FLV)
- Freiheitlicher Gemeindevertreterverband
- Initiative Freiheitlicher Frauen (IFF)
- Österreichischer Seniorenring (ÖSR)
- Ring Freiheitlicher Jugend Österreich (RFJ)
- Ring Freiheitlicher Studenten (RFS)
- Ring Freiheitlicher Wirtschaftstreibender (RFW)
- Freier Schüler Ring

Der FPÖ nahe stehen zudem die Arbeitsgemeinschaft der Freiheitlichen Akademikerverbände Österreichs (FAV) und ihre Landesverbände. Auch der Allgemeine Österreichische Bauernverband galt als FPÖ-nah.
Ende Mai 2018 waren drei FAV-Landesverbände Miteigentümer des Grazer Aula-Verlags (36,8 % FAV Steiermark; 21,6 % FAV Wien/Niederösterreich/Burgenland; knapp 9 % FAV Kärnten = summiert etwa 67,2 %). Der FAV Steiermark fungierte zu diesem Zeitpunkt und bis zuletzt als Medieninhaber der von 1951 bis Juni 2018 erschienenen Zeitschrift „Die Aula“. Aussagen in dieser Zeitschrift, auch in von FPÖ-Politikern verfassten Artikeln, ernteten wiederholt massive Kritik, Ende Mai 2018 auch aus der Partei selbst bis hin zu Norbert Hofer. Der FAV Steiermark plante eine Nachfolgezeitschrift, die ab Herbst 2018 erscheinen sollte. Im Dezember 2018 erschien dann im früheren Verlag von Frank Stronach die Erstausgabe des Magazins Freilich, verbunden mit einem eigenen Nachrichtenportal namens Tagesstimme, das das Magazin offiziell als „Aula“-Nachfolger vorstellte.
Enge Verbindungen unterhält die FPÖ auch zu den Identitären. Andreas Kranebitter, Leiter des Dokumentationsarchivs des Österreichischen Widerstandes, bezeichnete die FPÖ im Jahr 2025 als „parlamentarischen Arm“ der Identitären, es gebe auch personelle Überschneidungen.

### Burschenschaften
Zahlreiche Mitglieder der FPÖ mit universitärem Hintergrund sind oder waren Mitglieder von Burschenschaften. In der 23. Legislaturperiode (2006 bis 2008) waren von den 21 Nationalratsabgeordneten der FPÖ nach Angaben des Dokumentationsarchives des österreichischen Widerstandes (DÖW) zehn Mitglied einer schlagenden Schüler- oder Studentenverbindung, unter anderem Martin Graf und FPÖ-Klubdirektor Norbert Nemeth.
In der 26. Gesetzgebungsperiode nach der Nationalratswahl 2017 waren 20 von 51 der FPÖ-Abgeordneten (40 Prozent) Mitglieder von deutschnationalen Burschenschaften. Vier von Straches fünf Stellvertretern waren Korporierte. Sie waren in fünf Ministerien der Republik Österreich vertreten.
„Unter dem FPÖ-Obmann Heinz-Christian Strache, dem ersten Burschenschafter in dieser Position seit Jörg Haider, haben Angehörige völkischer Verbindungen den wahrscheinlich größten Einfluss in der gesamten Parteigeschichte erworben. Eine absolute Mehrheit der Mitglieder des Bundesparteivorstandes (22 von 37) gehört Burschenschaften, Corps, Mädelschaften oder anderen deutschnationalen Verbindungen an.“ (Alexandra Kurth, Bernd Weidinger: Bundeszentrale für politische Bildung, 2017)
Mit der Regierungsbeteiligung der Freiheitlichen gehe einher, dass „das Handeln ihrer Exponenten noch genauer angeschaut wird“, schrieb Meret Baumann in einem Kommentar der NZZ anlässlich des Fundes antisemitischer Strophen in einem Liederbuch der Burschenschaft Germania zu Wiener Neustadt, deren führender Vertreter der FPÖ-Spitzenkandidat in Niederösterreich, Udo Landbauer, war. Tatsache sei, so Baumann, „dass im Zusammenhang mit deutschtümelnden Burschenschaften immer wieder rassistische, antisemitische und das NS-Regime verherrlichende Anspielungen publik werden. Wenn Strache stets argumentiert, man orientiere sich an den freiheitlichen Idealen der Burschenschaften in der Revolution von 1848, ist das eine Verharmlosung. Seine jüngste Aussage, Burschenschaften hätten nichts mit der FPÖ zu tun, ist schlicht falsch. Die Partei verfügt in den Verbindungen seit Jahrzehnten über eine treue Wählerklientel und nutzt sie als Personalreserve“, wie Strache selbst in einem Interview erklärt hätte. Im Kontext der Koalitionsverhandlungen der FPÖ mit der ÖVP ab dem Jänner 2025, an der für die FPÖ auch zahlreiche deutschnationale Burschenschafter teilnahmen, wurde die Feststellung von Andreas Peham vom Dokumentationsarchiv des Österreichischen Widerstandes, deutschnationale Burschenschaften kennzeichne vor allem die Gemeinsamkeit der grundlegenden Ablehnung bzw. Verleugnung der österreichischen Nation, vom FPÖ-Parlamentsklub dementiert. Zudem attestierte man dem DÖW eine „erwiesene Linkslastigkeit“, die dieses für politische Einordnungen disqualifiziere. Burschenschaften würden die österreichische Nation nicht in Frage stellen. Die FPÖ trete in den Koalitionsverhandlungen dafür ein, die Zusammenarbeit des DÖW mit dem Innenministerium, auch beim „Rechtsextremismusbericht“, zu beenden.

### Publizistische Organe
- Neue Freie Zeitung
- FPÖ TV
- Salzburger Volksblatt, mittlerweile eingestellte Parteizeitung der FPÖ

### Wähler und Mitglieder
Zur soziologischen Zusammensetzung der Wähler der FPÖ äußern sich einige Politikwissenschaftler und Meinungsforscher wie folgt:
Laut Anton Pelinka setzen sich die Wähler der FPÖ aus jenen zusammen, die sich von nationalkonservativem Gedankengut ansprechen lassen und nicht zu Gewinnern der Modernisierung und der Globalisierung gehören. Diese „Modernisierungsverlierer“ seien überdurchschnittlich anfällig für rechtsextremes Gedankengut, besonders im Zusammenhang mit Migration. Nach der Spaltung der Partei kämpften seit 2005 FPÖ und BZÖ um diese Wählergruppe.
Fritz Plasser vertritt die Ansicht, dass nur 40 Prozent der FPÖ-Wähler so genannte „Kernwähler“ seien, die sich ideologisch gefestigt dem Dritten Lager zugehörig fühlen. Die Mehrheit der Wähler seien Protestwähler, die die FPÖ aufgrund ihrer populistischen Politik wählen.
Laut dem Politologen Peter Filzmaier sind in der Wählerschaft der FPÖ überproportional stark Menschen mit Pflichtschulabschluss und Lehre sowie Männer vertreten. Zunehmend würden auch Teile der früher klassischen SPÖ-Arbeiterschaft zur FPÖ abwandern.
Die FPÖ spricht in überproportionalem Ausmaß jugendliche Wähler an, die sich zum Teil im Zuge der zunehmenden Radikalisierung der Partei von dieser distanzieren.
Die Sozial- und Meinungsforscherin Eva Zeglovits vom Sozialforschungsinstitut SORA bestätigte ebenfalls die Tatsache, dass der Stimmenanteil für die FPÖ geringer ausfällt, je höher der Bildungsgrad der Wähler ist. Sie fügte hinzu, dass „diejenigen Jugendlichen, die selber weniger gebildet sind oder aus wenig gebildetem Elternhaus stammen, eher dazu neigen, die FPÖ zu wählen“.
Einer Umfrage im Jahr 2010 unter 2000 Personen zufolge wurde die FPÖ überdurchschnittlich häufig von Einwanderern aus dem ehemaligen Jugoslawien gewählt, bei denen sie 27 Prozent erhielt. Damit ist die Partei zweitstärkste Kraft hinter der SPÖ in dieser Gruppe. Dies ist darauf zurückzuführen, dass Heinz-Christian Strache in seinen Wahlkampagnen gezielt um serbischstämmige Wahlberechtigte geworben hatte. So trägt er seit Mitte der 2000er Jahre regelmäßig eine Brojanica, eine serbisch-orthodoxe Gebetskette, auf öffentlichen Auftritten und in Wahlplakaten. Laut dem Sozialforscher Christoph Hofinger ist der Wert für 2010 allerdings vergleichsweise niedrig, da diese Migrantengruppe normalerweise eine Hochburg für die FPÖ sei. In allen anderen Migrantengruppen liege die FPÖ deutlich unter dem Gesamtergebnis der Nationalratswahl 2008.

## Wahlergebnisse

### Nationalratswahlergebnisse seit 1956

Ergebnisse bei Nationalratswahlen (1949–2017), 1949 und 1953: VdU

Länder, in denen die FPÖ im Landtag vertreten ist
als Mitglied der Landesregierung und den Landeshauptmann stellt.
als Mitglied der Landesregierung
als Oppositionspartei

| Jahr | Stimmenanzahl | Stimmenanteil | Sitze  |
| ---- | ------------- | ------------- | ------ |
| 1956 | 0.283.749     | 06,52 %       | 6/165  |
| 1959 | 0.336.110     | 07,70 %       | 8/165  |
| 1962 | 0.313.895     | 07,04 %       | 8/165  |
| 1966 | 0.242.570     | 05,35 %       | 6/165  |
| 1970 | 0.253.425     | 0.5,52 %      | 6/165  |
| 1971 | 0.248.473     | 05,45 %       | 10/183 |
| 1975 | 0.249.444     | 05,41 %       | 10/183 |
| 1979 | 0.286.743     | 06,06 %       | 11/183 |
| 1983 | 0.241.789     | 04,98 %       | 12/183 |
| 1986 | 0.472.205     | 09,73 %       | 18/183 |
| 1990 | 0.782.648     | 16,64 %       | 33/183 |
| 1994 | 1.042.332     | 22,50 %       | 42/183 |
| 1995 | 1.060.377     | 21,89 %       | 41/183 |
| 1999 | 1.244.087     | 26,91 %       | 52/183 |
| 2002 | 0.491.328     | 10,01 %       | 18/183 |
| 2006 | 0.519.598     | 11,03 %       | 21/183 |
| 2008 | 0.857.029     | 17,54 %       | 34/183 |
| 2013 | 0.958.295     | 20,51 %       | 40/183 |
| 2017 | 1.316.442     | 25,97 %       | 51/183 |
| 2019 | 0.772.666     | 16,17 %       | 31/183 |
| 2024 | 1.408.512     | 28,85 %       | 57/183 |

### Letzte Landtagswahlergebnisse in den Bundesländern
| Bundesland       | Stimmenanteil | Sitze   | Landesräte |
| ---------------- | ------------- | ------- | ---------- |
| Burgenland       | 23,09 %       | 9/36    |            |
| Kärnten          | 24,53 %       | 9/36    |            |
| Niederösterreich | 24,19 %       | 14/56   | 3          |
| Oberösterreich   | 19,77 %       | 11/56   | 2          |
| Salzburg         | 25,75 %       | 10/36   | 3          |
| Steiermark       | 34,76 %       | 17/48   | 4          |
| Tirol            | 18,84 %       | 7/36    |            |
| Vorarlberg       | 28,00 %       | 11/36   | 2          |
| Wien             | 20,35 %       | 22/100  | 3          |
| Gesamt           |               | 110/440 | 17         |

### Europawahlergebnisse seit 1996
| Jahr | Stimmenanzahl | Stimmenanteil | Sitze |
| ---- | ------------- | ------------- | ----- |
| 1996 | 1.044.604     | 27,53 %       | 6/21  |
| 1999 | 0.655.519     | 23,40 %       | 5/21  |
| 2004 | 0.157.722     | 06,31 %       | 1/18  |
| 2009 | 0.364.207     | 12,70 %       | 2/17  |
| 2014 | 0.556.835     | 19,72 %       | 4/18  |
| 2019 | 0.650.114     | 17,20 %       | 3/19  |
| 2024 | 0.893.754     | 25,36 %       | 6/20  |

## Politische Ausrichtung

### Einordnung
Im durch das Dokumentationsarchiv des österreichischen Widerstandes (DÖW) herausgegebenen Standardwerk Rechtsextremismus in Österreich nach 1945 von 1981 (5. Auflage) untersucht der Historiker und Rechtsextremismusforscher Wolfgang Neugebauer, inwieweit sich die FPÖ „vom Rechtsextremismus zum Liberalismus“ entwickelt habe: In der Partei wirkten zu jener Zeit neben „deutschnational-rechten bis rechtsextreme[n]“ auch „demokratische und liberale Kräfte“. Zwar habe die FPÖ „rechtsextreme Ursprünge“, sie wurde jedoch in den 1960er Jahren in das „parlamentarisch-demokratische System“ integriert. Die „rechtsextremen Kräfte und Tendenzen“ wurde die Partei allerdings nie los und so konnte als Fazit der untersuchte „Durchbruch des Liberalismus“ nur mit einem abwartenden und indifferenten jein beantwortet werden (in der 3. Auflage 1979 war der Untersuchungsgegenstand Neugebauers: „Zwischen rechtsextrem und liberal“). Darauf folgend zeichnet Wolfgang Neugebauer mit Brigitte Bailer, ebenfalls Historikerin, in einem Artikel, erschienen 1993 im Handbuch des österreichischen Rechtsextremismus, detailliert die Entwicklung der FPÖ „Vom Liberalismus zum Rechtsextremismus“ nach: Darin kommen die Autoren zu dem Schluss, dass nach 1986 die „deutschnational-rechten bis rechtsextremen Kräfte eindeutig die Hegemonie errungen“ hätten. Die „von Haider repräsentierte Hauptströmung der FPÖ [sei] als rechtsextrem“ zu qualifizieren. Die FPÖ sei „im Spektrum des österreichischen Rechtsextremismus die mit Abstand wichtigste Kraft“ und auf europäischer Ebene „die stärkste und erfolgreichste rechtsextreme Partei“. Bailer & Neugebauer sprechen (mit vielen Beispielen) von einem „rechtsextremen Umfeld“ der FPÖ, die Partei „integriere“ Rechtsextremisten, Funktionäre fielen durch „rechtsextreme Äußerungen und Handlungen“ auf oder hätten „Kontakte[…] zum Rechtsextremismus“. Später (2000) – im Zuge der Regierungsbeteiligung der FPÖ (vgl. Bundesregierung Schüssel I) – bestätigten die Autoren in einem Gemeinschaftsaufsatz ihre Einordnung der frühen 1990er Jahre und bezeichneten die FPÖ als „rechtsextreme und ausländerfeindliche Partei“.
Die FPÖ wird im Handbuch Rechtsextremismus des deutschen Kriminalisten und Rechtsextremismusexperten Bernd Wagner (1994) geführt. Seit 1986 vertrete die Partei eine „Volksgemeinschaftsideologie“. Der „Populist“ Haider sei mit seiner Partei, der Liberale den Rücken gekehrt hätten, „Vorbild und Hoffnungsträger der Rechtsradikalen und Rechtsextremisten in Europa geworden“.
Der italienische Politikwissenschaftler Piero Ignazi, der 1994 sein Klassifikationssystem für extrem rechte Parteien leicht umbenannte, ordnete die sich zuvor im Grenzbereich bewegende FPÖ fortan in die Kategorie „postindustriell rechtsextreme Parteien“ („Post-industrial extreme right parties“) ein; damit grenzte er sie von der zweiten Kategorie „Traditional extreme right parties“ ab.
Christopher C. Husband (1996), britischer politischer Soziologe, ordnet die Partei in einem Rechtsextremismus-Sonderheft der Politischen Vierteljahresschrift dem Rechtsextremismus zu, bezeichnet sie gar als „erfolgreichstes Beispiel in Westeuropa“.
Nach der Historikerin und Politikwissenschaftlerin Doris Sottopietra (1998), die eine Studie zum Rechtspopulismus verfasste, handelte es sich bei der FPÖ unter Haider um eine „rechtspopulistisch-rechtsextreme Partei“.
Im gleichen Jahr erschien der Artikel Frauen und Rechtsextremismus in Österreich, in dem die Sozialwissenschaftlerin Brigitte Bailer und die Politikwissenschaftlerin Karin Liebhart die FPÖ als „zentrale Kraft des österreichischen Rechtsextremismus“ auswiesen.
Der deutsche Politikwissenschaftler Harald Bergsdorf (2000) argumentiert, dass die FPÖ unter Bundesparteiobmann Jörg Haider „populistisch“ und „rechtsextrem“ genannt werden könne. Insbesondere ihre „Agitationsweise“ sei bezeichnend.
Im Jahre 2001 kam der Soziologe Max Preglau in einem Fachaufsatz über die Haider-FPÖ zum Ergebnis, dass die Partei vom Stil her „scheinbar“ postmodern-populistisch sei, ideologisch-gesellschaftspolitisch aber auch im Zuge der schwarz-blauen Regierungskoalition weiterhin als „tendenziell rechtsextreme Partei“ verstanden werden müsse.
Oliver Geden (2004), deutscher Sozialwissenschaftler und Rechtspopulismusforscher, führt zur Klassifikation in einer qualitativ-empirischen Untersuchung über „Männlichkeitskonstruktionen“ in der FPÖ aus: „Abhängig vom jeweiligen Analyse- und Begriffsrahmen [werde] sie entweder als rechtspopulistisch, rechtsextrem oder Teil einer neuen radikalen Rechten eingestuft“. Ferner macht er deutlich, dass „gemäß der Bestimmungselemente rechtsextremer Ideologie“ es auch nach Haiders Amtszeit „gerechtigtfertigt [sei], die FPÖ in ideologischer Hinsicht als rechtsextreme Partei zu klassifiziern“. Die FPÖ sei letztlich als „rechtsextrem und rechtspopulistisch“ zu beurteilen; Geden spielt dabei auf Cas Mudde an, der starke Überschneidungen bei den Begriffen sieht.
Die deutschen Rechtsextremismusforscher Siegfried Jäger und Alfred Schobert (2006) vom diskursanalytisch arbeitenden Duisburger Institut für Sprach- und Sozialforschung (DISS) beurteilen in einem Beitrag über Griffins Faschismusbegriff die Einordnung der Partei in den Rechtspopulismus als „verharmlosend“. Vielmehr verfolge die FPÖ völkisch-nationalistische Ziele bzw. sei rechtsextrem.
Der Rechtsextremismusforscher Heribert Schiedel, Mitarbeiter des DÖW, verortete die FPÖ bereits in einem 2003 gemeinsam mit dem Sozialwissenschaftler Samuel Salzborn verfassten Aufsatz im Rechtsextremismus. Schiedel ging dann in seinem Buch Der rechte Rand: Extremistische Gesinnungen in unserer Gesellschaft (2007) im Zuge der Abspaltung des BZÖ der Fragestellung „Die FPÖ: Zwischen Rechtsextremismus und Neonazismus?“ nach. Zunächst verwies er auf eine Rückentwicklung zum Rechtspopulismus Ende der 1990er Jahre. Bis vor dem Parteibruch sei die FPÖ daher „ein Sammelbecken […] unterschiedlich orientierter politischer Strömungen auf deutschnationaler oder völkischer Grundlage gewesen, die sich zwischen den […] Polen Rechtsextremismus und […] Liberalismus“ bewegt hätten. Beide Strömungen seien jedoch nicht gleich stark gewesen und beim Liberalismus war vor allem der Wirtschaftsliberalismus gemeint. Schiedel klassifiziert die FPÖ in jener Zeit als „modernisierte[…] Spielart des Rechtsextremismus“. Haider, der auch aus taktischen Überlegungen heraus um eine „Erweiterung des politischen Spektrums“ bemüht war, führte die Partei autoritär; es kam letztlich zum Richtungsstreit und zur Spaltung. Die Partei vollzog einen „Rechtsruck“ und sei zur „Burschenschafterpartei“ geworden. Schiedel zeigte in mehreren Beispielen eine „zunehmende Grenzverwischung zwischen organisierten Rechtsextremismus und Neonazismus“, wobei sich die FPÖ öffentlich von Neonazis distanziert. 2014 führte Schiedel aus: heute lasse sich die FPÖ nur als „rechtsextrem“ bezeichnen, auch „wahltaktische Frontbegradigungen“ änderten daran nichts. 2017 attestierte Schiedel der Partei „geschürten Irrationalismus“, „neurotische Angstmache“ und „autoritär-rebellische Reizung“.
Auch der deutsche Politikwissenschaftler Richard Stöss (2010) klassifiziert die FPÖ in seiner Studie Rechtsextremismus im Wandel als rechtsextremistisch. Sie war einem Grenzbereich zwischen „nationalistisch und fremdenfeindlich, eher systemkonform“ und „nationalistisch und völkisch, eher systemkritisch“ zuzuordnen, entwickelte sich dann aber weiter nach rechts. Bereits 2006 bezeichnete er in einem gemeinsamen Aufsatz mit den deutschen Politikwissenschaftlern Oskar Niedermayer und Melanie Haas die Partei als rechtsextrem. Es habe hier eine Entwicklung von nationalkonservativ über rechtsliberal hin zu rechtsextrem gegeben.
Der Politikwissenschaftler Philipp Mittnik (2010) untersuchte Radikalisierungstendenzen in der FPÖ unter dem Bundesparteiobmann Strache und kam zu dem Schluss, dass es sich hier „eindeutig um eine rechtsextreme Partei“ handeln würde.
Die deutschen Politikwissenschaftler Eckhard Jesse und Tom Thieme (2011) klassifizieren die FPÖ in dem Überblickswerk Extremismus in den EU-Staaten als rechtsextremistisch. Nach einer Analyse von Florian Hartleb sei die Partei durch Haider „radikal rechtspopulistisch“ ausgerichtet worden; Hartleb ordnet sie im Jesse-&-Thieme-Band einem „weichen Rechtsextremismus“ zu.
Während der deutsche Politikwissenschaftler Michael Minkenberg, der die FPÖ der rechtsradikalen Parteienfamilie zurechnet, noch 2011 auf die „autoritär-populistische Rechte“ abstellte, sortierte er die Partei 2013 bereits bei der davon rechts stehenden „ethnozentristischen Rechten“ ein, was für ihn rassistisch oder fremdenfeindlich, nicht aber faschistisch bedeute.
Nach dem Politikwissenschaftler Anton Pelinka (2013) repräsentiert die FPÖ die „Fortsetzung der deutsch-völkischen Tradition“. Sie sei sowohl als „rechtsextrem“ als auch als „rechtspopulistisch“ zu charakterisieren, denn sie verbinde beide Elemente. Pelinka stuft den österreichischen (nicht gewaltbereiten) Rechtsextremismus daher als „besonders stark“ ein.
Der Sozialwissenschaftler Samuel Salzborn (2017) stuft die FPÖ als „rechtsextreme Partei mit betont populistischem Image“ ein, die „sich schon lange als Kraft der Antidemokrat(inn)en im demokratischen System Österreichs etabliert hat“.
Die Politikwissenschaftlerin Natascha Strobl (2021) konstatiert, dass „[s]eit knapp dreißig Jahren“ die FPÖ sich „als rechtsextreme Partei bezeichnen“ lasse.
Unter Bezug auf die rechtsextremen Wurzeln der FPÖ in der Nachkriegszeit schrieb der Journalist und Autor Robert Misik (2024), die FPÖ habe die „Grundmuster heutiger Rechtsextremer […] also quasi in ihrer DNA“. Man fühle „sich als Opfer, verfolgt von einem ‚System‘, von den ‚Woken‘, die einen ‚umerziehen‘ wollen. Von Tugendterroristen, dem Soros-Regime oder gar der WHO, die immer neue Krankheiten erfinde, mit dem Ziel, arglose Menschen einzusperren“.
Bis 2009 fuhr die FPÖ einen antiisraelischen Kurs und äußerte sich verschiedentlich in proarabischer bzw. propalästinensischer Weise. 2010 markierte die Wende und den Beginn einer proisraelischen Haltung der FPÖ. Dieser neue Kurs, laut Embacher/Edtmaier/Preitschopf bedingt durch den Versuch, „Salon-“ bzw. Regierungsfähigkeit zu demonstrieren, ließ sich über den Antisemitismusvorwurf an Muslime und Teile der Linken „auf ideale Weise mit der […] antimuslimischen Wahlkampfrhetorik in Verbindung bringen“, führte jedoch „keineswegs zu einer Abkehr von antisemitischen und revisionistischen Provokationen“. Diese neue Rolle der Partei wird von der Israelitischen Kultusgemeinde Wien mit Hinweisen auf die antisemitische und NS-relativierende Vergangenheit und Gegenwart zahlreicher Parteifunktionäre und Mitglieder abgelehnt. Jüdische Kommentatoren wie Alon Ishay, Präsident des Verbands Jüdischer österreichischer Hochschüler:innen, äußerten 2025, auch wenn die FPÖ aktuell „nicht direkt, wohl aber indirekt“, gegen Juden hetze, stehe „außer Frage, dass sie eine durch und durch antisemitische Partei“ sei. Unter Herbert Kickl hätten die „Anbiederungsversuche an die jüdische Gemeinde und Israel“ aufgehört, in ihrem Wahlprogramm fordere die FPÖ ein Verbot der „grausamen Todesfolter“ des rituellen Schächtens und es gebe „auch keine Bezüge auf ein ‚judeo-christliches‘ Erbe mehr“. Die EU-Antisemitismusbeauftragte Katharina von Schnurbein bezeichnete im Frühjahr 2024 die FPÖ als „eine Gefahr“ für Juden.

### Beispiele für die Ausrichtung der Partei
Im Jahre 1986 trat der damalige Schriftleiter der FPÖ-Wochenzeitung Kärntner Nachrichten, Andreas Mölzer, als Autor in der Publikation NHB-report des rechtsextremen Nationaldemokratischen Hochschulbundes (NHB) in Erscheinung. 1993 referierte der Soziologe und rechtsextreme Autor Robert Hepp aus Deutschland beim Freiheitlichen Bildungswerk der FPÖ.
1990 war Jörg Haider, seinerzeit Landeshauptmann von Kärnten und FPÖ-Parteiobmann, Festredner vor „alten Kameraden“, etwa der SS, auf dem Ulrichsberg bei Klagenfurt.
Das FPÖ-Ausländer-Volksbegehren „Österreich zuerst“ von 1992/93 wurde laut Fachliteratur „tatkräftig“ durch die „gesamte rechtsextreme[…] bzw. neonazistische[…] Szene unterstützt“, etwa die Deutsche National-Zeitung.
Im sogenannten „Weisenbericht“, der nach dem umstrittenen Regierungseintritt der FPÖ im Jahr 2000 im Auftrag der „EU-14“ unter anderem die „Entwicklung der politischen Natur der FPÖ“ untersuchte, wird sie als „rechtspopulistische Partei mit extremistischer Ausdrucksweise“ beschrieben.
Anlässlich eines Sonderparteitages am 6. Mai 2006 sorgte der frühere FPÖ-Bezirksrat Walter Sucher, Alter Herr der Burschenschaft Olympia und Obmann des Rings volkstreuer Verbände, mit seiner Rede für Kritik beim politischen Gegner, da er seine Parteikollegen am Ende demonstrativ mit „Heil“ begrüßte. Sowohl die Olympia als auch der Ring volkstreuer Verbände werden vom Dokumentationsarchiv des österreichischen Widerstandes als rechtsextrem eingestuft.
Für Aufregung sorgte die FPÖ bei der konstituierenden Nationalratssitzung nach der Wahl 2006, als alle Mandatare der Freiheitlichen Partei die Kornblume trugen (die Mandatare der Sozialdemokraten trugen rote Nelken, die der christlichdemokratischen Volkspartei weiße Rosen). Die Kornblume, bereits zur Zeit der Österreichisch-Ungarischen Monarchie als Symbolblume der alldeutschen Bewegung von Georg Ritter von Schönerer das traditionelle Abzeichen des „Dritten Lagers“, wurde von den illegalen Nazis in Österreich im Zeitraum 1933–1938 wegen des Hakenkreuz-Verbotes als Ersatzsymbol gewählt. Zudem ist es das Zeichen des rechtsextremen BDJ (Bund Deutscher Jugend).
Am 7. November 2006 sorgte der Nationalratsabgeordnete Wolfgang Zanger (FPÖ) mit seiner Aussage „Natürlich gab es gute Seiten am NS-Regime, nur die hören wir alle nicht mehr“ für Aufregung. Seitens des FPÖ-Parteichefs wurde daraufhin klargestellt, dass es für Zanger wegen seiner Aussage „eine Kopfwäsche“ gegeben hätte. Zanger habe eine Klarstellung vorgenommen und sich von der NS-Ära distanziert. Strache: „Wir nehmen die Entschuldigung zur Kenntnis, eine derartige Äußerung darf nie wieder vorkommen.“
2006 wurde der Bundesrat John Gudenus (ehemals FPÖ-Mitglied) verurteilt, da er die Existenz von Gaskammern im Dritten Reich in Frage gestellt hatte. Gudenus hatte zudem im KZ Mauthausen die Zustände im KZ während der Zeit des Nationalsozialismus verharmlost.
Bei einer TV-Diskussion mit dem SPÖ-Chef Werner Faymann am 16. September 2008 forderte Strache die Abschaffung des Verbotsgesetzes, durch das nationalsozialistische Wiederbetätigung unter Strafe gestellt wird. Er argumentierte, dass man „in einer Demokratie, schwachsinnige und verrückte Meinungen nicht mit einer unbedingten Strafe bekämpfen kann, sondern mit Argumenten bekämpfen muss“.
Im September 2008 nahm eine Delegation der FPÖ unter Führung von Generalsekretär Harald Vilimsky und dem EU-Abgeordneten Andreas Mölzer an einem europäischen Anti-Islamisierungskongress in Köln teil, der von der extrem rechten Bürgerbewegung pro Köln organisiert wurde.
Am 21. Oktober 2009 stimmte die FPÖ im Nationalrat ebenso wie das BZÖ gegen die Aufhebung von NS-Urteilen gegen Deserteure der deutschen Wehrmacht und sonstige NS-Justizopfer.
Der ehemalige 3. Nationalratspräsident Martin Graf ist Mitglied der vom DÖW als rechtsextrem eingestuften Wiener akademischen Burschenschaft Olympia. Die Bestellungen von zwei seiner Büro-Mitarbeiter im Amt des 3. Nationalratspräsidenten beim rechtsextremen Aufruhr Versand löste Kritik bei den Grünen aus.
Laut dem Rechtsextremismusforscher Andreas Peham (DÖW) waren 2009 15 Nationalratsabgeordnete der FPÖ in Burschenschaften aktiv, die sich „an der Schnittstelle zwischen Rechtsextremismus, legalem Deutschnationalismus und (Neo‑)Nazismus“ bewegen.
Das Mauthausen Komitee Österreich veröffentlichte im August 2017 eine Broschüre mit dem Titel „Die FPÖ und der Rechtsextremismus: Lauter Einzelfälle?“, in der 59 rechtsextremistische Vorfälle innerhalb der FPÖ von 2013 bis Juli 2017 dokumentiert wurden. Das Komitee beantwortet die titelgebende Frage mit: „Einzelfälle schon. Aber keine seltenen oder untypischen. Rechtsextreme Aussagen und Handlungen kommen in der FPÖ dauernd und auf allen Ebenen vor.“ Acht Wochen nach Erscheinen der Broschüre berichtete das Mauthausen Komitee bereits von neun weiteren „Einzelfällen“.
Die Liste rechtsextremer und neonazistischer Vorfälle in der FPÖ bildet die dokumentierten Einzelfälle des Mauthausen Komitees und weitere von renommierten Medien ab. Zahlreiche Erwähnungen findet die FPÖ auch im 2025 publizierten Rechtsextremismusbericht, der vom Dokumentationsarchiv des österreichischen Widerstandes im Auftrag des Justiz- und Innenministeriums erstellt wurde. Im Herbst 2017 und Frühjahr 2025 waren mit Harald Stefan und Norbert Nemeth jeweils zwei Mitglieder der Burschenschaft Olympia, die eine Verbindung zum organisierten Neonazismus aufweist, an Koalitionsverhandlungen mit der ÖVP beteiligt. 2025 wurde auch die Beteiligung eines weiteren „Olympen“, des Nationalrats und ehemaligen dritten Nationalratspräsidenten Martin Graf, an den Verhandlungen kolportiert.

## Internationale Beziehungen zu Parteien und politischen Gruppierungen
Die FPÖ unterhält Kontakte zu verschiedenen europäischen Parteien und politischen Gruppierungen des rechtsextremen politischen Spektrums.
Enge Zusammenarbeit gibt es u. a. mit der Südtiroler Schwesterpartei die Freiheitlichen, die auch Sitz und Stimme in Parteigremien der FPÖ besitzt, dem Vlaams Belang in Belgien, der AfD in Deutschland (Verbindungen der FPÖ gab es in früheren Jahren auch zur Pro-Bewegung). Ein zentrales Vernetzungsgremium war die Fraktion Identität, Tradition, Souveränität im Europäischen Parlament, der unter anderem auch der französische Front National und die Koalizija Ataka angehörten und besteht seit 2024 auch mit der Fraktion Patrioten für Europa. Lose Kontakte bestehen auch zur Schweizerischen Volkspartei, an deren Kampagnen und Aktionsformen sich die FPÖ verstärkt orientiert.
Im Herbst 2010 wurde unter Mitwirkung der FPÖ die Europäische Allianz für Freiheit gegründet, welche im Februar 2011 offiziell als politische Partei auf europäischer Ebene anerkannt wurde und bis 2017 bestand. Seit Sommer 2011 arbeitet die FPÖ mit der Slowakischen Nationalpartei zusammen.
2012 besuchte eine Delegation der FPÖ den tschetschenischen Präsidenten Ramsan Achmatowitsch Kadyrow und dementierte mit diesem das Vorliegen von Menschenrechtsverletzungen in Tschetschenien. 2014 nahmen Abgesandte der FPÖ als Beobachter an der Abstimmung zur Annexion der Krim durch Russland teil. Im Mai 2014 nahmen Strache und Gudenus in Wien an einer Konferenz mit Alexander Dugin und Konstantin Malofejew teil, auf der die Ausdehnung des russischen Einflusses in Europa besprochen wurde. Im Juni 2014 erklärte die FPÖ in Bezug auf die Annexion der Krim ihre Unterstützung für die Position Russlands. Johann Gudenus nahm im September 2014 an einer von Personen aus dem Umfeld der Partei Geeintes Russland organisierten Konferenz in Moskau teil, auf der er die Politik der EU gegenüber Russland und die Tätigkeit einer „Homosexuellenlobby“ kritisierte.
Im Jahr 2013 präsentierten die FPÖ und der Front National im Europäischen Parlament ein „Manifest“ für eine gemeinsame Fraktion von Abgeordneten rechter Parteien, darunter auch Abgeordnete des Vlaams Belang. Mit dem Front National ist die FPÖ durch eine „langjährige Freundschaft“ verbunden, Strache nahm im Herbst 2014 an einem Parteitag teil. Im Oktober 2014 gründeten FPÖ, Front National, Vlaams Belang und Politiker der Lega Nord mit der Bewegung für ein Europa der Nationen und der Freiheit (seit 2019 Identität und Demokratie Partei) eine europäische Partei. Im Juni 2015 gründeten die Abgeordneten dieser Parteien zusammen mit Mitgliedern der niederländischen PVV von Geert Wilders und dem polnischen Kongress der neuen Rechten eine Fraktion im Europäischen Parlament namens Europa der Nationen und der Freiheit (ENF).
Im Dezember 2016 unterzeichnete die Spitze der FPÖ in Moskau einen im November beschlossenen Kooperationsvertrag mit der russischen Regierungspartei Einiges Russland mit dem Ziel der „Stärkung der Freundschaft und der Erziehung der jungen Generation im Geiste von Patriotismus und Arbeitsfreude“. Dieser Freundschaftsvertrag ist laut Herbert Kickl mittlerweile ausgelaufen, jedoch ist unklar, ob er dazu nicht hätte gekündigt werden müssen.
Im Fall der Beteiligung der FPÖ an einer künftigen Regierung sehen deutsche Sicherheitspolitiker wie der FDP-Fraktionsvize Konstantin Kuhle die Zusammenarbeit mit Österreichs Geheimdienst gefährdet. Die FPÖ sei in einem Verbund russlandfreundlicher Parteien, welche dem Kreml näherstehen als der EU und ihren Mitgliedsstaaten. Kontakte der FPÖ gab es in der Vergangenheit auch zur NPD, so nahm eine inoffizielle Delegation des bayerischen NPD-Landesverbands an einer Wahlfeier der FPÖ im Herbst 2015 teil.